# Katharinenkirche (Lübeck)

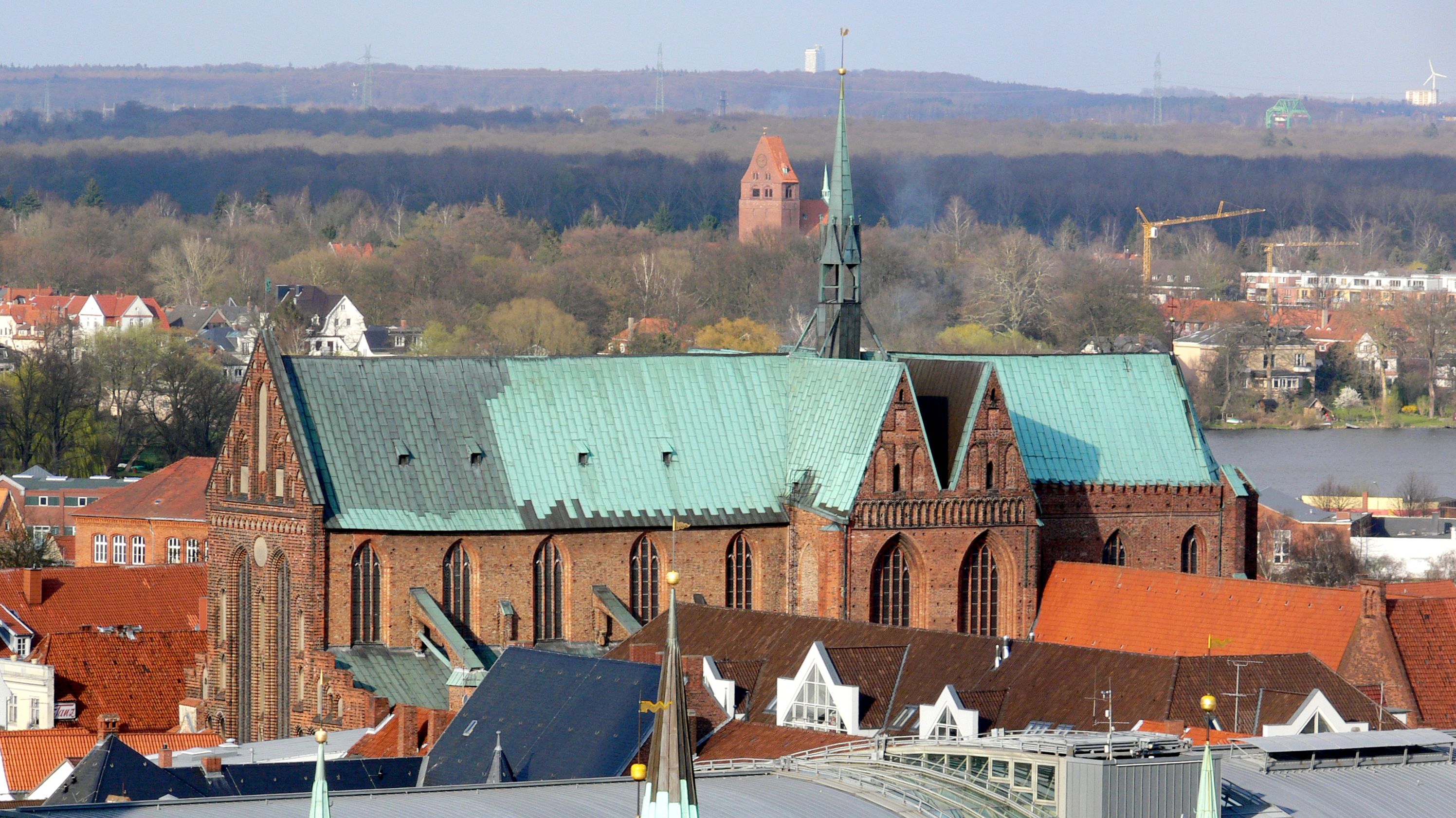
Katharinenkirche vom Turm der St.-Petri-Kirche aus gesehen. Südwestansicht (2007)

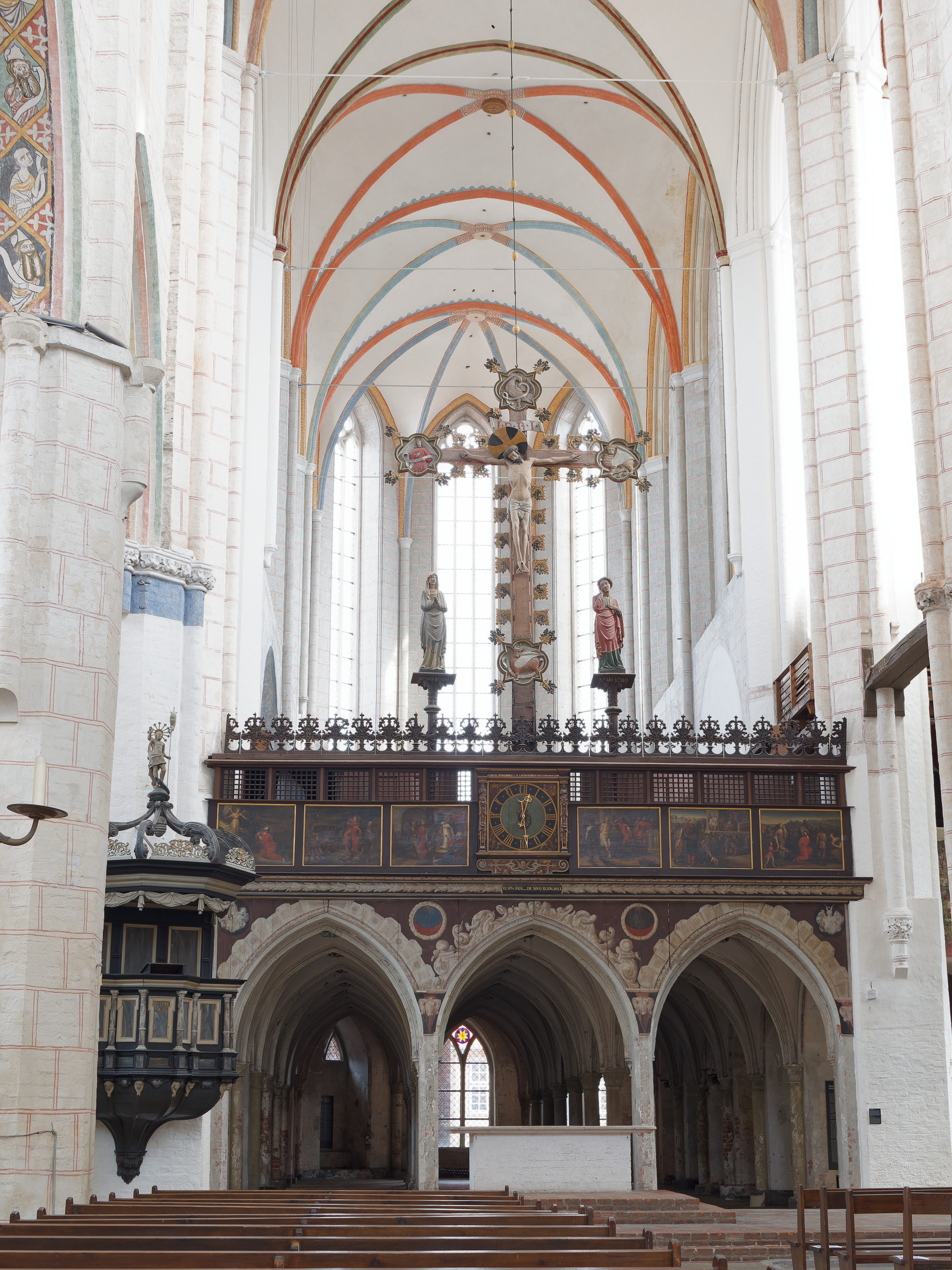
Das Langhaus mit Blick nach Osten, mit Triumphkreuz und Unterchor (2022).

Die Katharinenkirche, auch Museumskirche St. Katharinen zu Lübeck, ist die Kirche des ehemaligen Franziskanerklosters („Katharinenkloster)“ und die einzige erhaltene Klosterkirche in Lübeck. Sie trägt das Patrozinium der heiligen Katharina von Alexandrien.
Das Katharinenkloster bestand als Konvent der Franziskaner (fratres minores ‚Minderbrüder‘) von 1225 bis zur Reformation 1531. Es gehörte zur Sächsischen Franziskanerprovinz (Saxonia) und war ab 1274 Sitz einer der zwölf Kustodien (Verwaltungsbereiche) der Saxonia, und zwar für die an der Ostsee gelegenen Konvente. Der mittelalterliche Gebäudekomplex an der Königstraße in der Lübecker Altstadt ist heute Bestandteil des Weltkulturerbes, die ehemalige Klosterkirche ist heute Museumskirche. In den daran anschließenden Gebäudeteilen befinden sich das altsprachliche Gymnasium Katharineum und die Stadtbibliothek.

## Geschichte

Katharinenkirche vor 1873; Südwestansicht

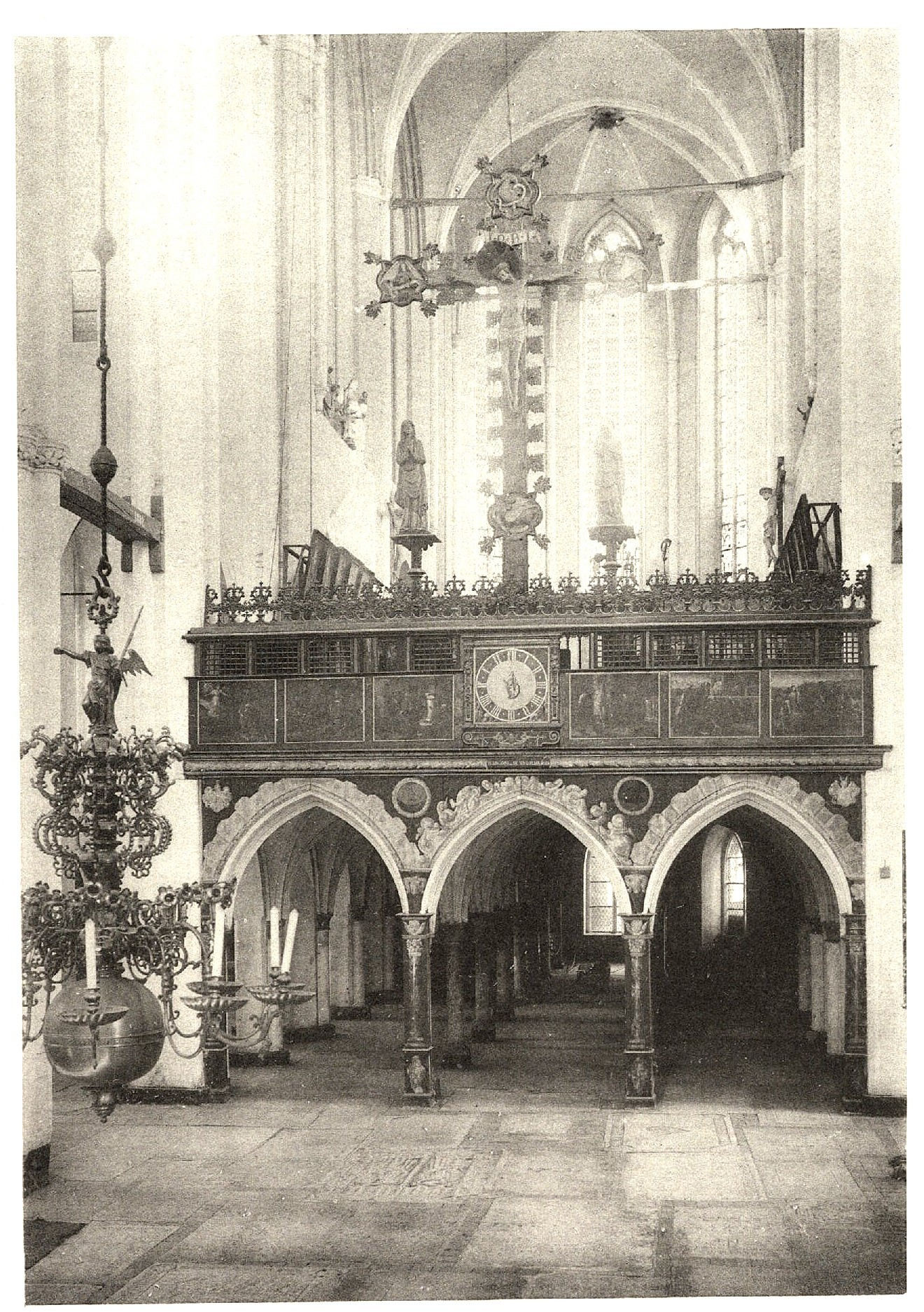
Blick auf den Lettner und den Chor mit Kunstwerken im Oberchor (vor 1897)

Noch zu Lebzeiten des heiligen Franz von Assisi erhielten die Franziskaner im Jahre 1225 ein Grundstück zum Bau von Kloster und Kirche an der Ecke Königstraße und Glockengießerstraße. Von der damals erbauten Kirche ist wenig bekannt.
Zu Anfang des 14. Jahrhunderts, vermutlich um 1303 (dendrochronologische Datierung des Dachwerks), wurde zunächst der Ostteil mit Chorraum und Querschiff neu im Stil der Backsteingotik erbaut. Durch die Auseinandersetzungen der Ordensbrüder und der Stadt mit dem streitbaren Lübecker Bischof Burkhard von Serkem und durch das über das Kloster verhängte Interdikt kamen die Bauarbeiten um 1310 zum Erliegen und wurden erst nach der Aussöhnung mit dem Nachfolger, Bischof Heinrich II. Bochholt, 1319 wiederaufgenommen. Einen wesentlichen finanziellen Beitrag leistete dazu der Bürgermeister Segebodo Crispin, der sich auch das nördliche Chorseitenschiff als Familienkapelle errichten ließ. 1329 wurde das Chorgestühl eingebaut, dann ab 1335 das Langhaus vollendet. Im Jahre 1356, als im Kloster das Provinzkapitel der Sächsischen Franziskanerprovinz stattfand, zu der das Lübecker Kloster gehörte, wird der Bau vollendet gewesen sein. Später kamen noch Kapelleneinbauten und -anbauten hinzu wie die reich ausgestattete Kapelle der Zirkelgesellschaft von 1458 im westlichen Joch des nördlichen Seitenschiffs; um 1510–1515 erfolgte ein Neubau der Chortreppe.
Matthias Untermann wirft angesichts der für eine Bettelordenskirche ungewöhnliche Größe und der Ausstattung mit einem Hochchor und einem kryptaähnlichen Untergeschoss die Frage auf, ob die Kirche ursprünglich nicht für die Franziskaner gebaut worden war, sondern eine Stiftskirche werden sollte, die dem Orden nach seiner Ansiedlung in Lübeck zum Weiterbau überlassen wurde.
In der Reformation wurde das Katharinenkloster durch die Kirchenordnung von Johannes Bugenhagen 1531 zu einer Lateinschule, dem Katharineum zu Lübeck, umgewandelt. Weitere Räume erhielt zu Beginn des 17. Jahrhunderts die Stadtbibliothek. Die Katharinenkirche wurde zur Filialkirche der Marienkirche und für Schulgottesdienste sowie bis ins 19. Jahrhundert auch für Bestattungen benutzt. Die erst vor kurzem als solche identifizierte ehemalige Sakristei im südlichen Seitenraum des Hochchores bezog 1760 das Konsistorium, das hier bis zu seiner Auflösung 1814 dreimal im Jahr als kirchlich/städtisches Gericht für Ehe- und Familiensachen tagte. 1829 wurde auch dieser Raum an die Stadtbibliothek abgegeben.
Während der französischen Besetzung Lübecks (1806–1813) wurde die Kirche profaniert und als Pferdestall und Lazarett zweckentfremdet.
Ab 1841 entstand im Hochchor die erste Sammlung mittelalterlicher Bildwerke, vor allem durch die Bemühungen von Carl Julius Milde, der die Bergung und Sicherung der Kunstschätze des Burgklosters maßgeblich besorgte, und der Gesellschaft zur Beförderung gemeinnütziger Tätigkeit. Dafür wurden 1846 der Schmuckfußboden des Oberchores und 1847 die Chorfenster und ihr Maßwerk erneuert. Die schließlich 1848 eröffnete „Sammlung Lübeckischer Kunstaltertümer“ bildete ab 1915 den Grundstock für die Abteilung Sakrale Kunst des Mittelalters im St.-Annen-Museum.
Der restliche Kirchenraum wurde im 19. und frühen 20. Jahrhundert wiederholt für Messen, Ausstellungen und Konzerte benutzt. 1899 stellte hier Albert Kollmann seine Privatsammlung, vor allem von Werken Max Liebermanns, aus. In der Pfingstwoche 1911 fand hier im Rahmen des in der Hansestadt stattfindenden VI. Deutschen Esperanto-Kongresses des Deutschen Esperanto-Bundes die Esperantoausstellung statt. Während der Nordischen Woche 1921 wurden „Emil Noldes religiöse Bilder“ gezeigt, ergänzt durch religiöse Plastik im Hauptschiff der Kirche. Im Unterchor der Kirche wurde eine Ausstellung über deutsche und nordische Architekten gezeigt und im Oberchor Urkunden, Siegel und Inkunabeln aus Lübecker Beständen.

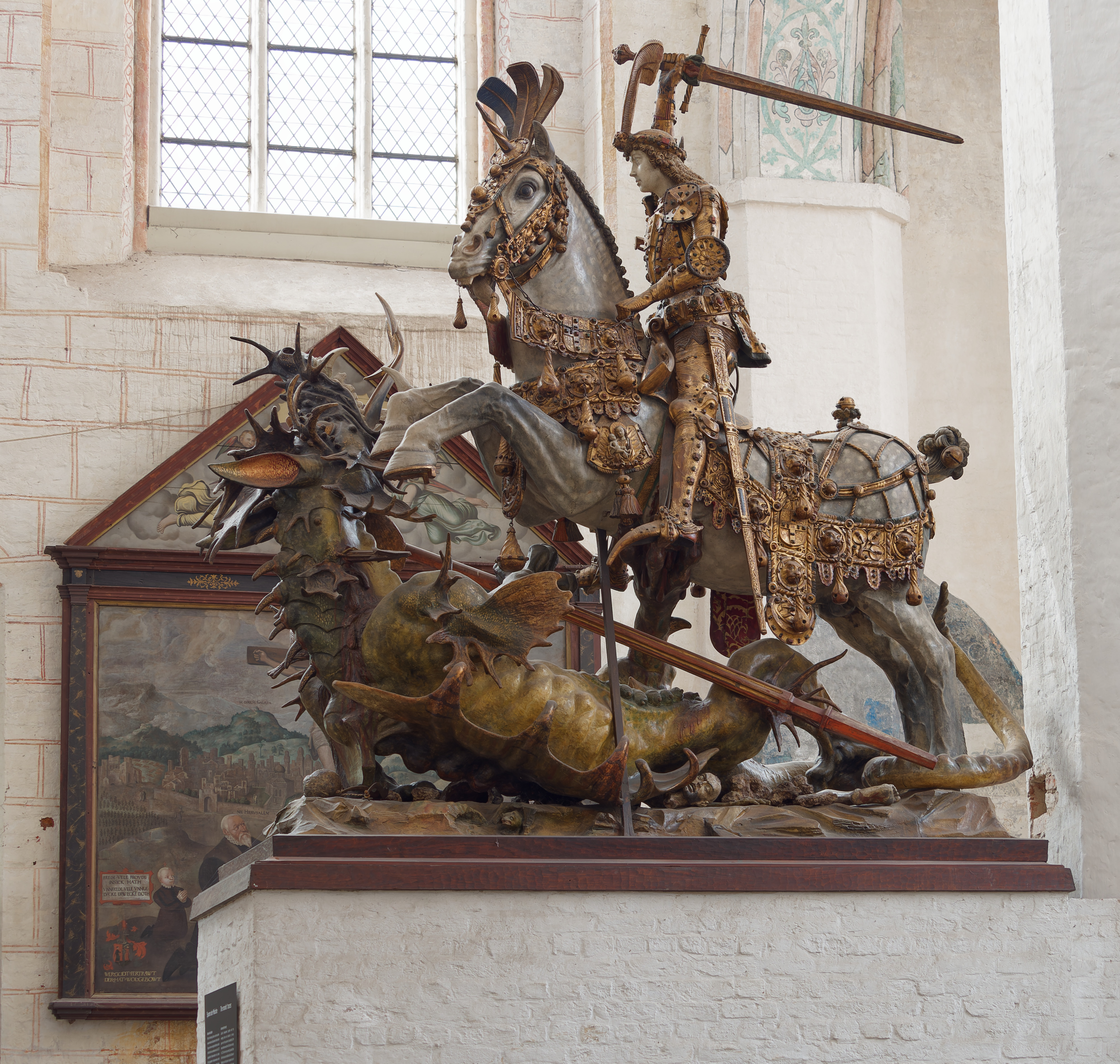
St. Georgs Kampf gegen den Drachen

Ab 1926 entstand im Zuge der Ausstellung Lübeckische Kunst außerhalb Lübecks nach einem Plan von Carl Georg Heise eine Sammlung von Gipsabgüssen von Bildwerken Lübecker Herkunft im Ostseeraum. Der monumentale Gipsabguss der St.-Jürgen (St.-Georg)-Gruppe in der Nikolaikirche in Stockholm, gefertigt von Bernt Notke für den schwedischen Reichsverweser Sten Sture zur Erinnerung an die Schlacht am Brunkeberg und einige Altäre sind noch vorhanden.
Nachdem zahlreiche andere Innenstadtkirchen beim Bombenangriff auf Lübeck am Palmsonntag 1942 ausgebrannt waren, wurde St. Katharinen vorübergehend wieder für regelmäßige Gottesdienste hergerichtet. Ein steinernes Altarpodest wurde in der Vierung aufgebaut; dafür wurde die St.-Jürgen-Gruppe, die zunächst hier aufgestellt worden war, in das erste westliche Joch des Mittelschiffs versetzt. Dem Umbau fiel das erhaltene Schrankenwerk der Zirkelbrüderkapelle von 1458 zum Opfer, das im Museumsmagazin eingelagert wurde. Der Marienorganist Walter Kraft sorgte für den Einbau einer Kemper-Orgel sowie einer die 1942 zerstörten Musikemporen der Marienkirche nachbildenden Empore im dritten westlichen Joch des südlichen Mittelschiffs und nutzte die Kirche und besonders den Hochchor für kirchenmusikalische Aufführungen, bis er an die Marienkirche zurückkehren konnte. Eine Seitenkapelle im Unterchor erhielt die russisch-orthodoxe Gemeinde und benutzt sie bis heute als Kirche des seligen Prokop. Auch die griechisch-orthodoxe Gemeinde hielt ihre Gottesdienste hier im Unterchor über viele Jahre. Seit Anfang der 1980er Jahre stand die Kirche Anhängern der Priesterbruderschaft St. Pius X. zur Verfügung, die hier Messen im Tridentinischen Ritus feierten. Die Nutzung durch die Piusbruderschaft wurde durch die Stadt Lübeck zum Mai 2009 gekündigt.
Anfang der 1960er Jahre wurde die Verbindung zwischen der Kirche und dem Kreuzgang des Klosters bzw. der Schule wiederhergestellt. Das Katharineum nutzte die Kirche fortan bis in die 1990er Jahre für wöchentliche Morgenandachten. Auch heute noch finden Feiern und Konzerte der Schule in der Kirche statt.
Seit ca. 1980 wird die Katharinenkirche als Museumskirche St. Katharinen vom Museum für Kunst und Kulturgeschichte der Hansestadt Lübeck verwaltet, die Leitungsverantwortlichkeit ging am 1. Januar 2006 auf die Kulturstiftung Hansestadt Lübeck über.
Von Herbst 2011 bis Frühjahr 2015 wurde die Kirche mit Mitteln des Welterbe-Fonds des Bundes für ca. 3 Millionen Euro grundlegend saniert und war während dieser Zeit geschlossen. Seit dem 29. April 2016 ist die Kirche freitags und sonnabends wieder für Besucher geöffnet. Möglich wurde dies durch den Bau eines Kassenhäuschens durch Freiwillige der Jugendbauhütte Lübeck und – erstmals in der Geschichte der Lübecker Museen – durch den Einsatz von ehrenamtlichen Aufsichtskräften.

## Architektur
Die Kirche ist eine dreischiffige, neunjochige Basilika mit wegen des Verlaufs der Glockengießerstraße asymmetrischen Seitenschiffen, einem polygonalen Chorschluss und einen zweischiffigen Querhaus, das nicht über die Seitenwände hinausreicht und nur im Dachbereich sichtbar herausragt. Als Klosterkirche eines Bettelordens erhielt die Katharinenkirche keinen Turm, sondern lediglich einen Dachreiter mit einer Glocke aus dem Jahre 1399, die vom Meister Johannes Reborch gegossen wurde und heute im Kirchenschiff ausgestellt ist. Sie ist reich an Pilgerzeichen und Heiligenabbildungen (wie der heiligen Katharina).
Die jedoch für eine Bettelordenskirche ungewöhnlich aufwändige Architektur zeigt sich neben der reichgegliederten Westfassade in der besonderen Gestaltung des Chorraums als Hochchor über einem bis in die Vierung vorgezogenen Unterchor in Hallenform. Die reiche Ausmalung des 14. Jahrhunderts ist nur teilweise wieder freigelegt.

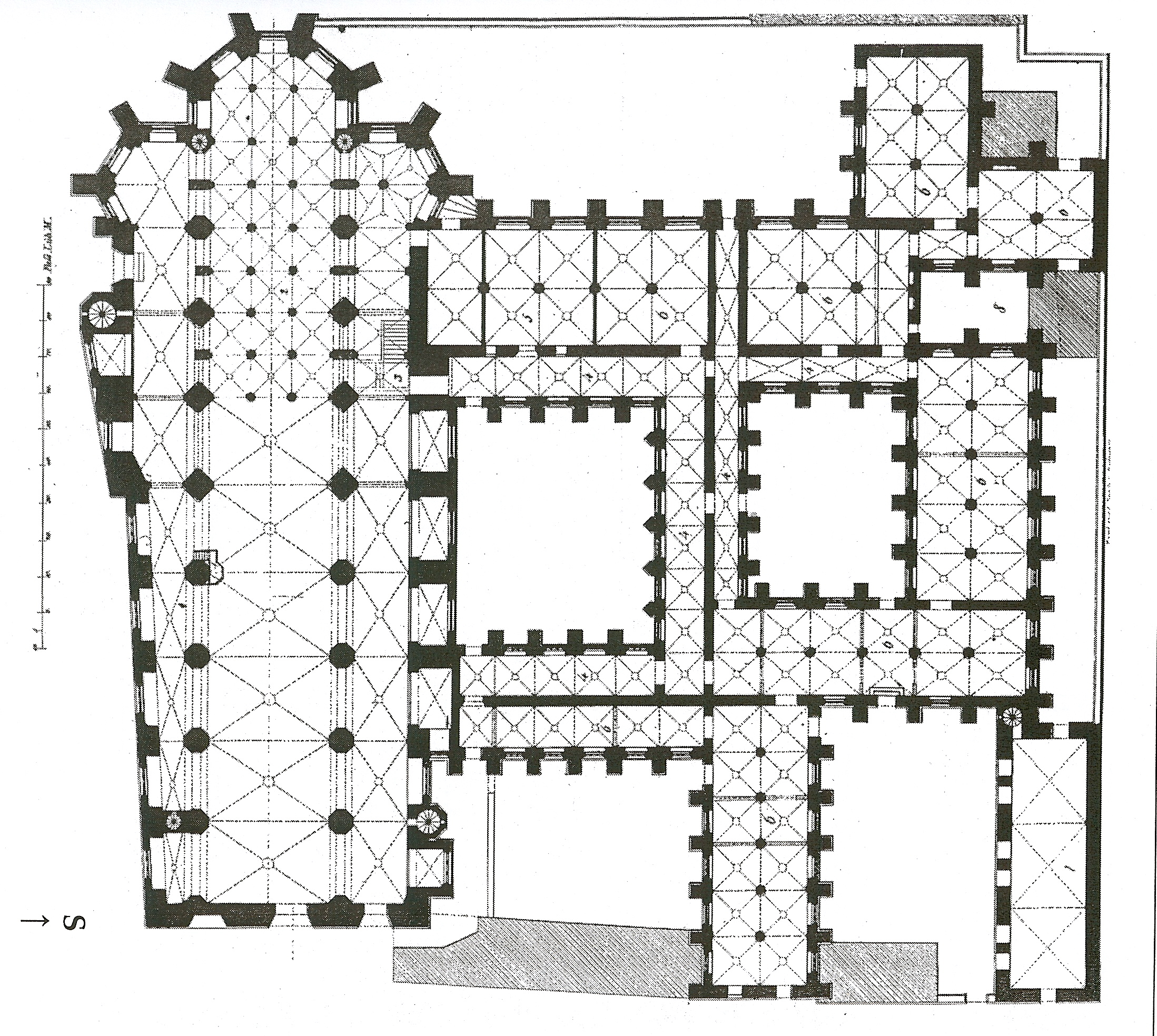
Grundriss von Kirche und Kloster 1832
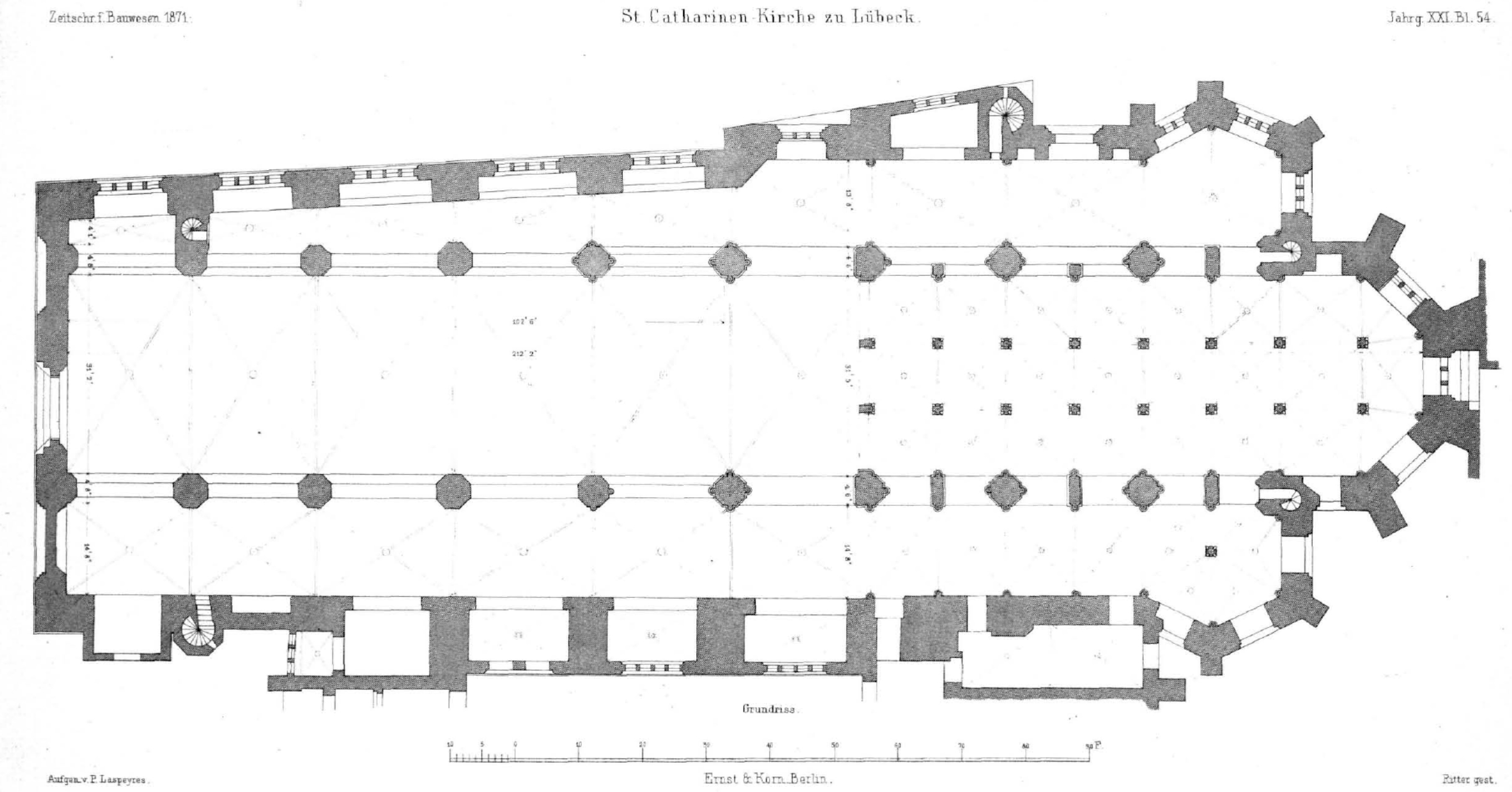
Genordeter Plan der Lübecker Katharinenkirche von Paul Laspeyres vor 1871
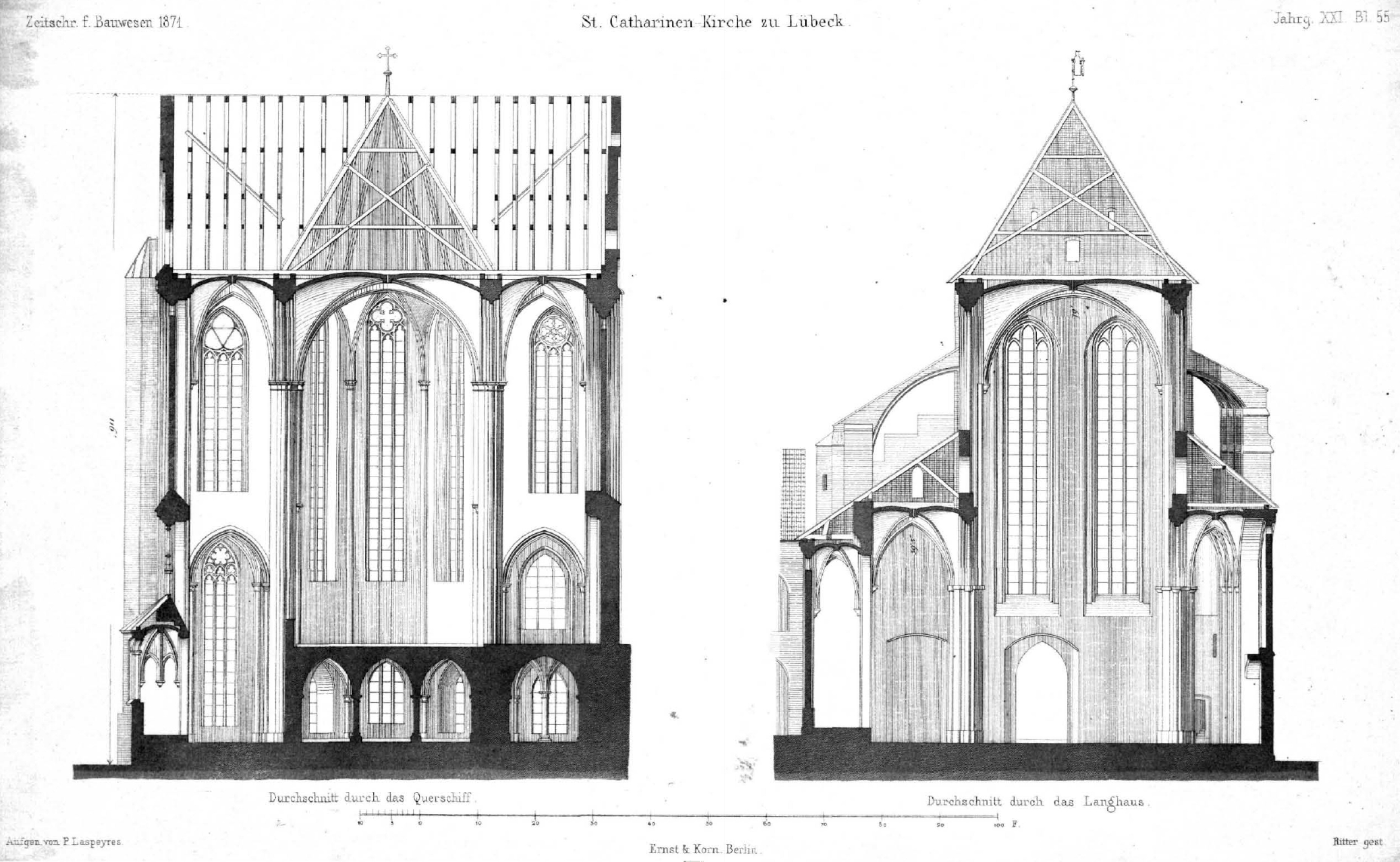
Schnitte Querschiff und Langhaus von Laspeyres vor 1871
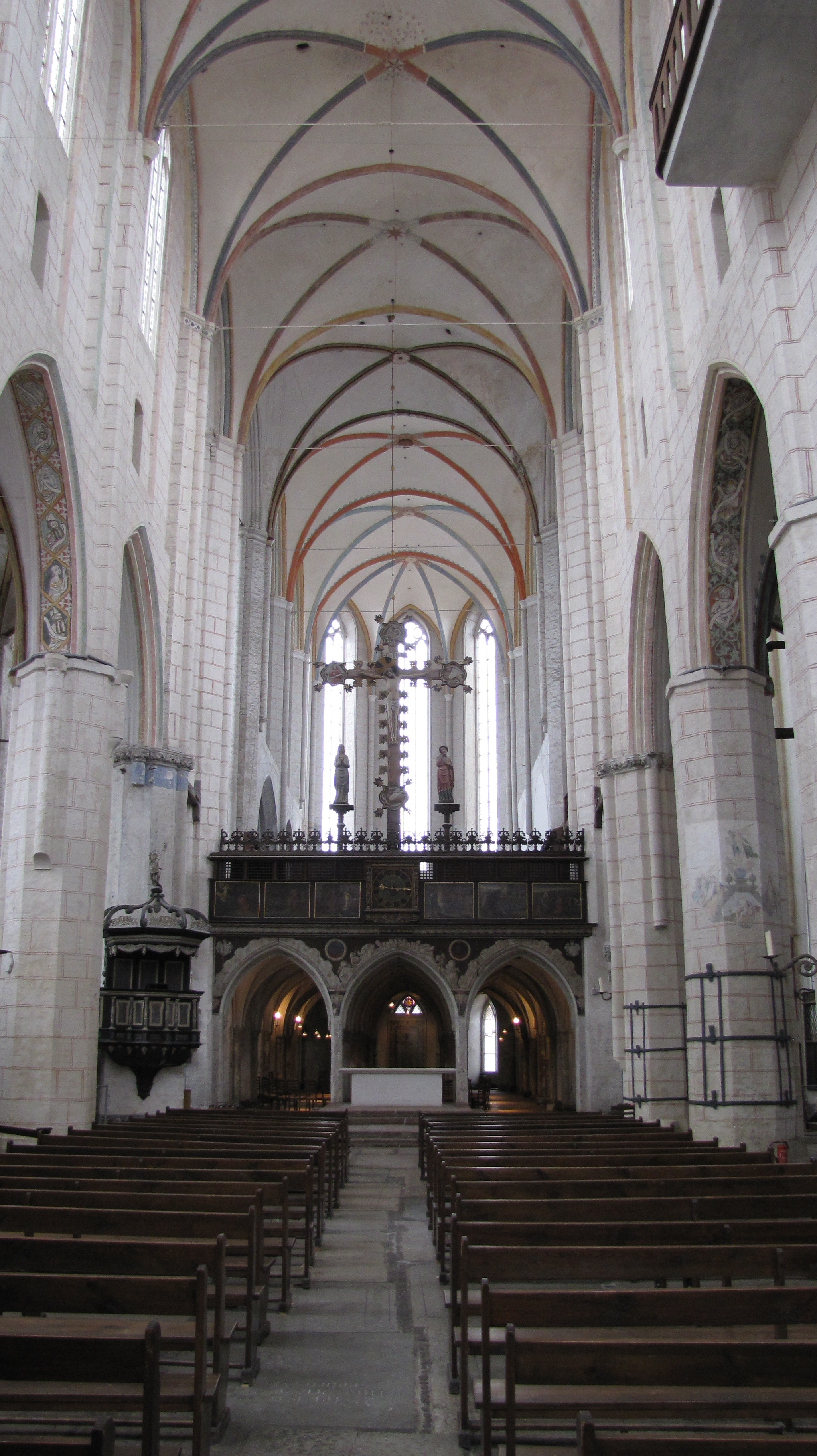
Innenraum Richtung Osten (2010)
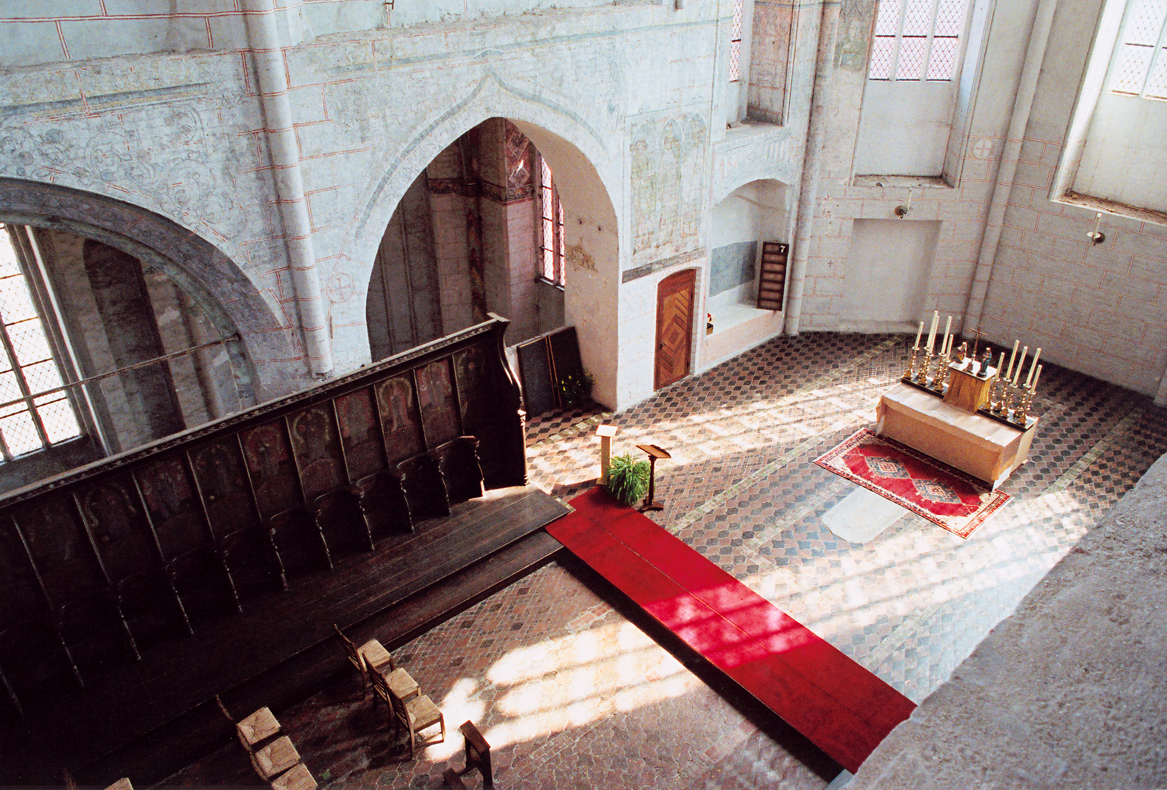
Blick in den Hochchor (2007)
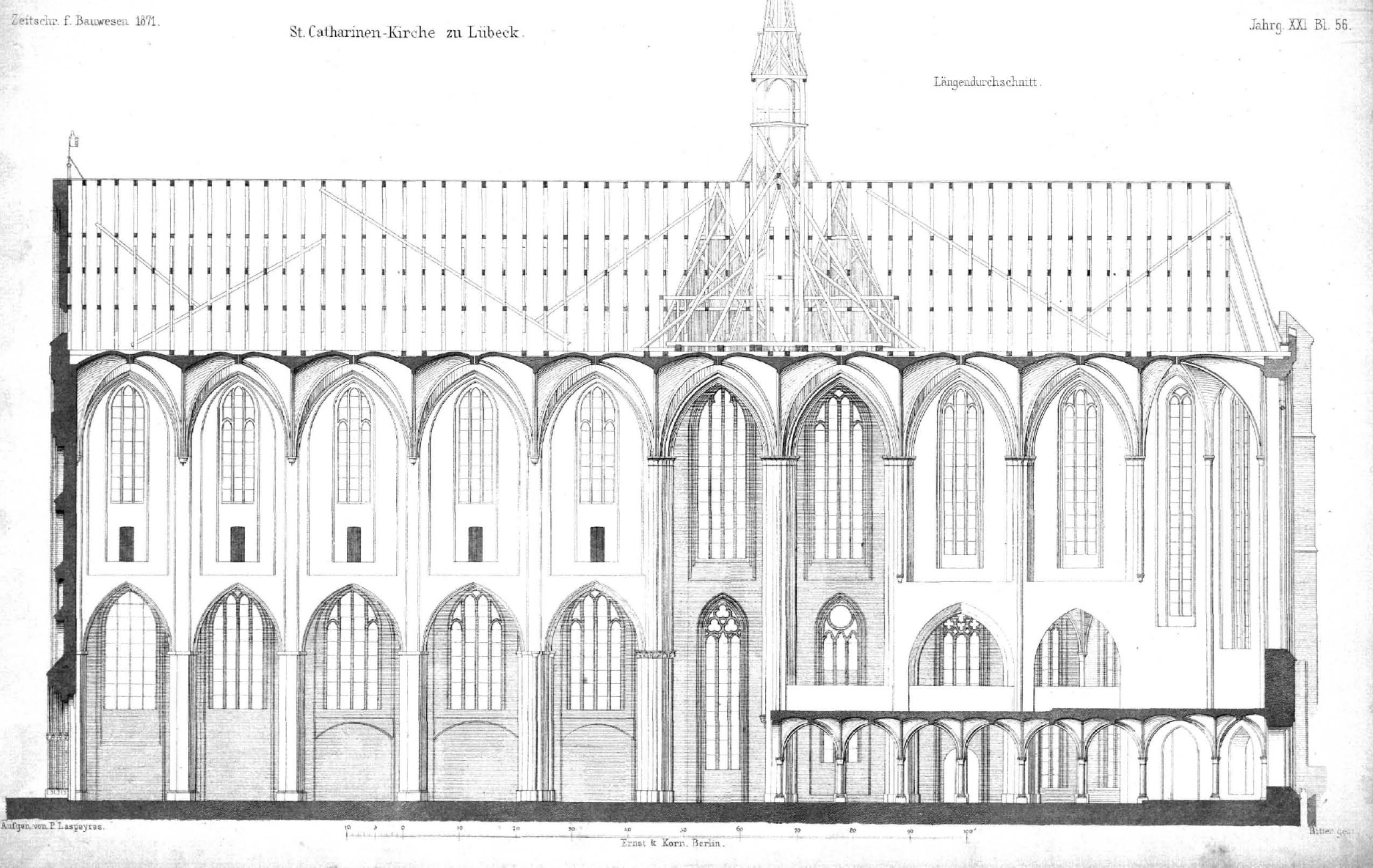
Längsschnitt von Laspeyres vor 1871
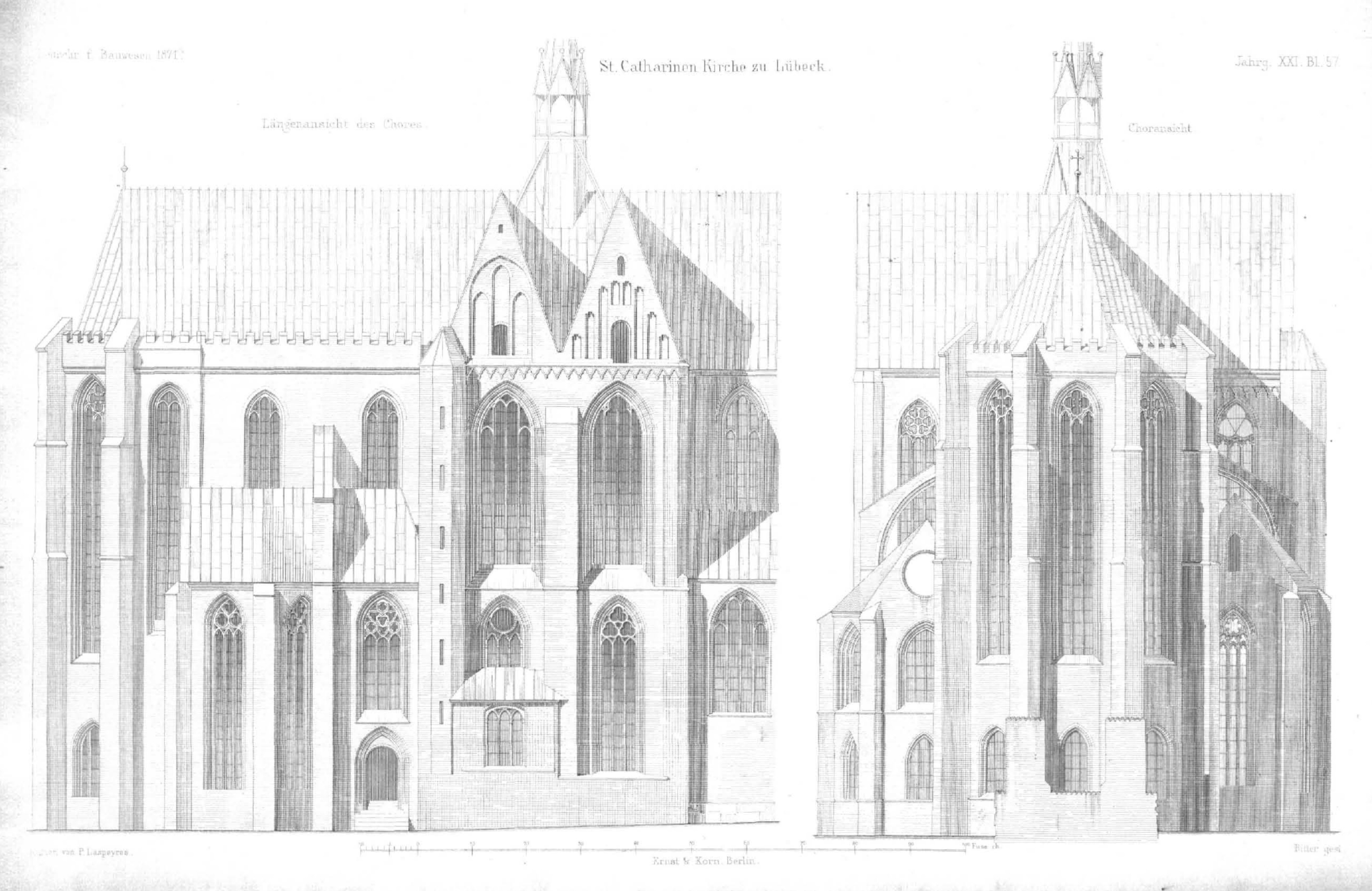
Nordansicht des Chors und Ostansicht von Laspeyres vor 1871
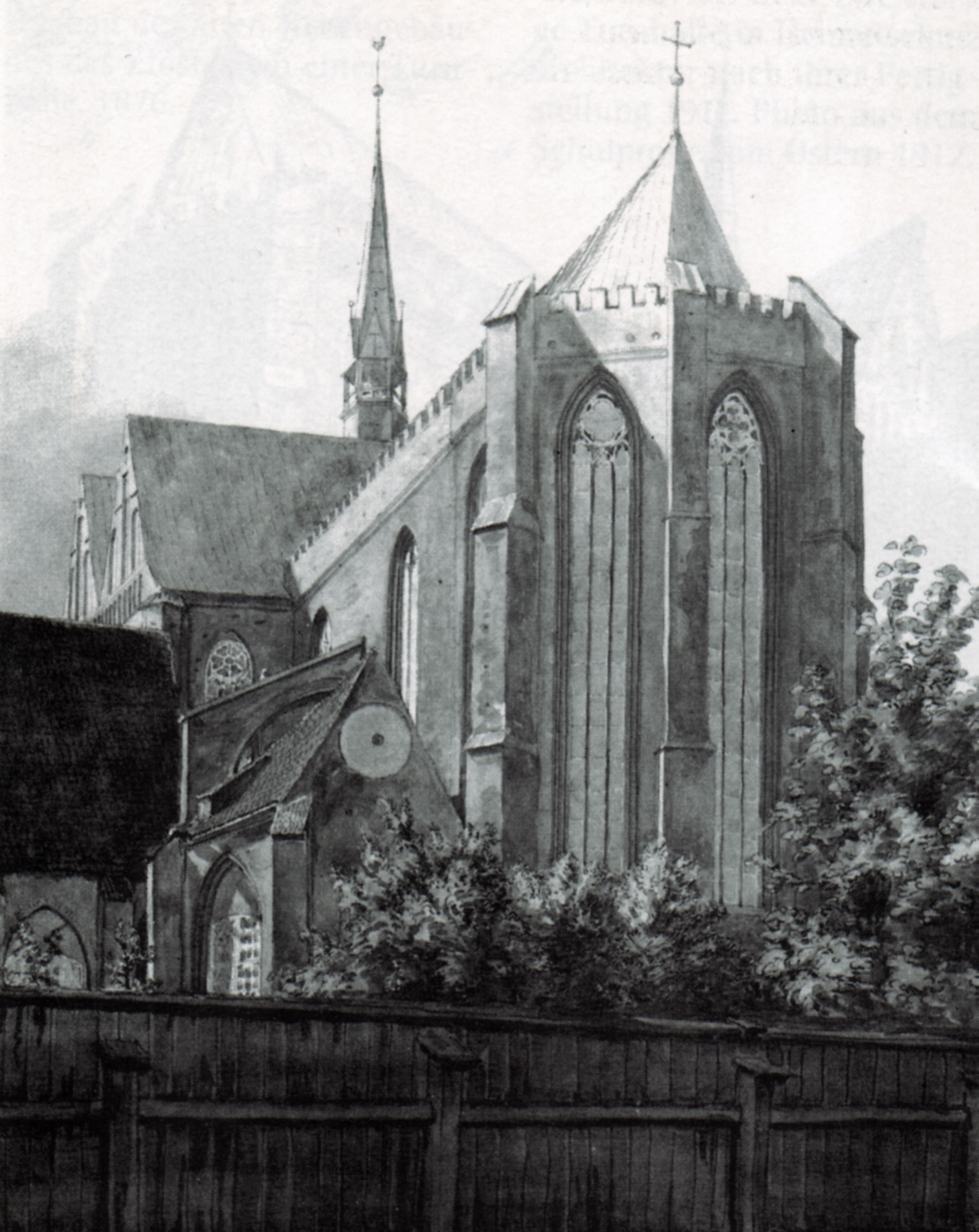
Ansicht des Chors, gezeichnet von Carl Julius Milde um 1850
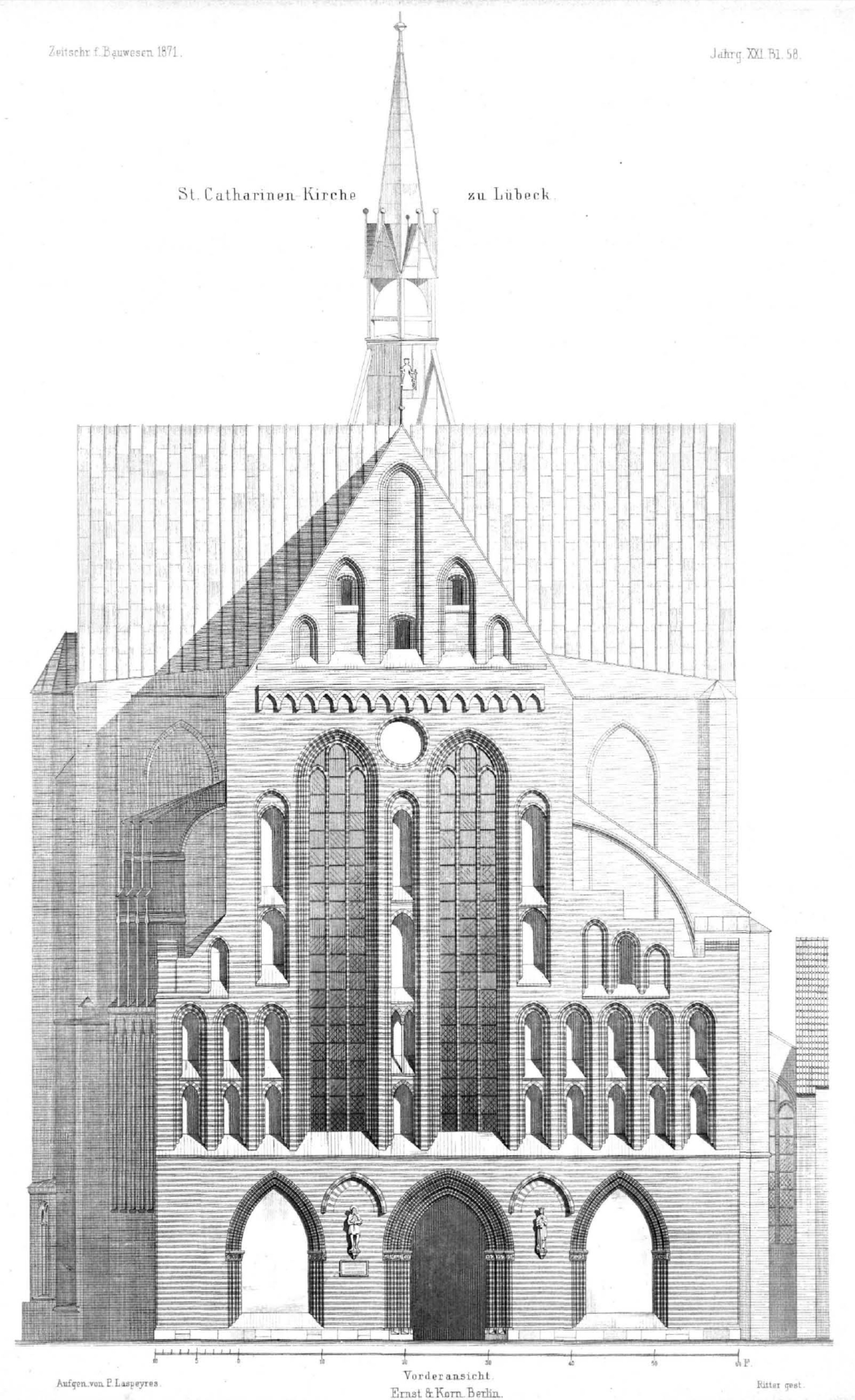
Westansicht von Laspeyres vor 1871
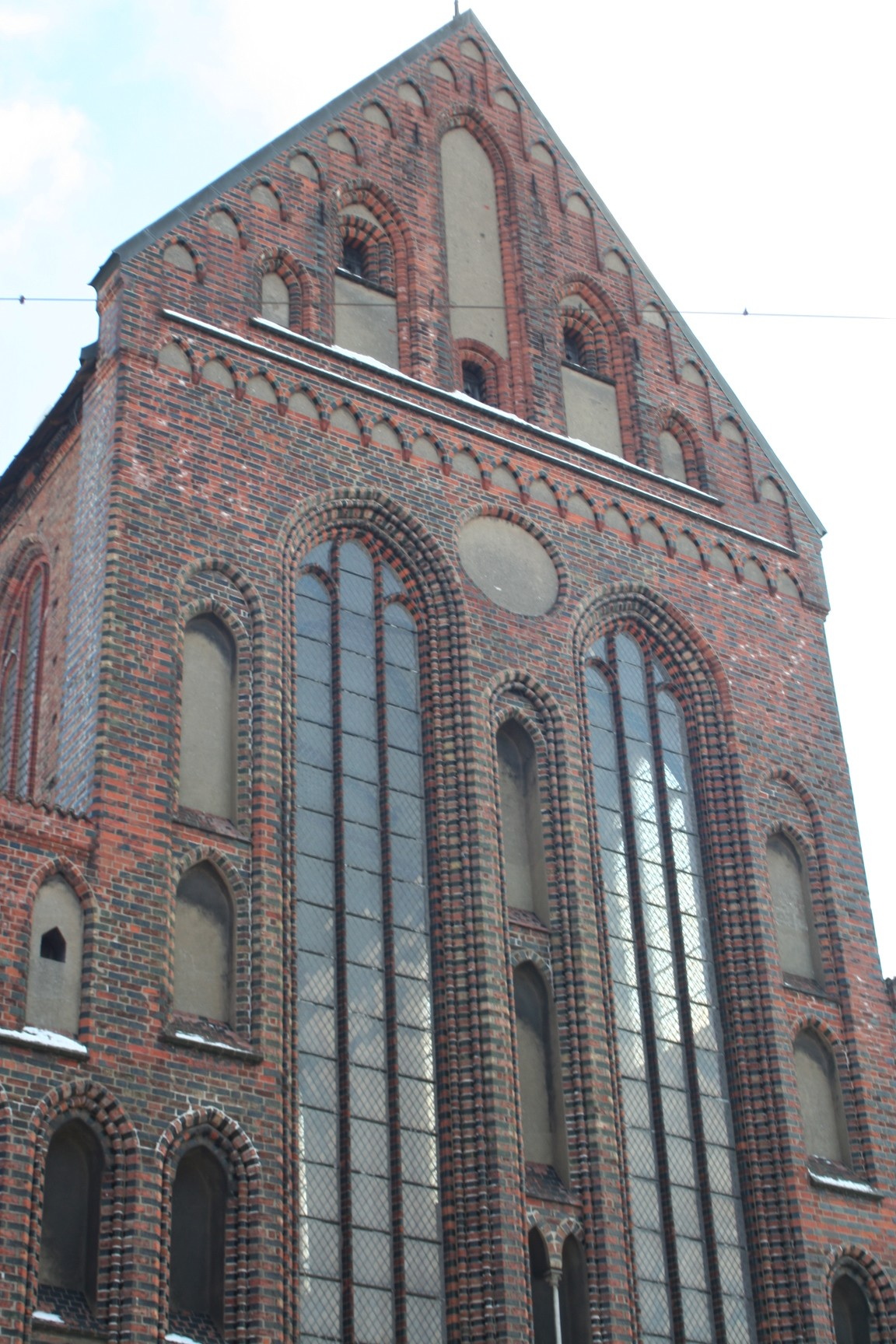
Westfassade der Katharinenkirche (2006)

## Ausstattung

### Kirchenschiffe

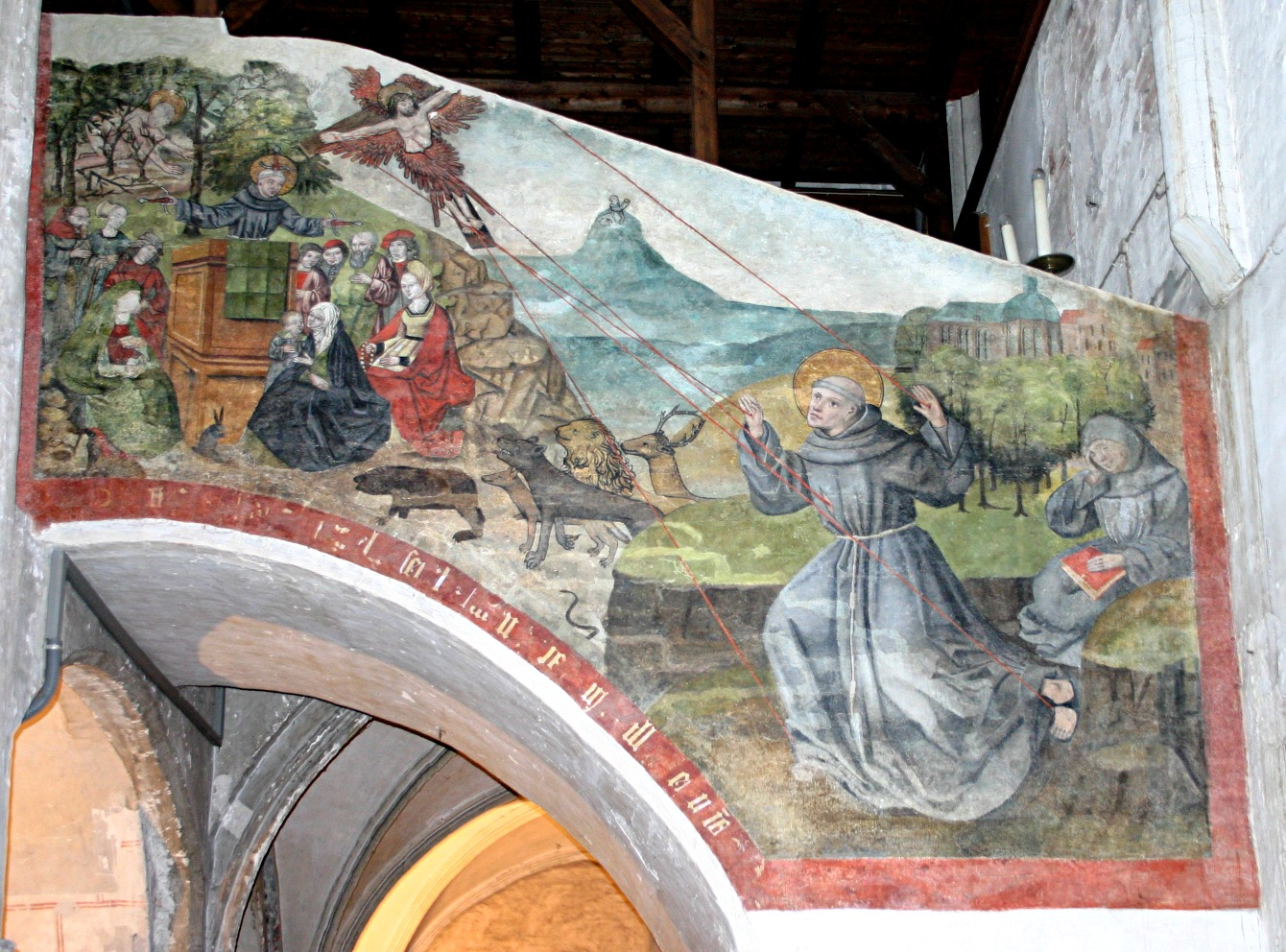
Fresko: Franz von Assisi

Von der gotischen Ausstattung ist neben der Ausmalung noch das Chorgestühl im Oberchor von 1329 erhalten, das um 1472/1473 erweitert wurde, wobei die Rückwand mit der Darstellung franziskanischer Heiliger versehen wurde, und 1829 eine veränderte Aufstellung erhielt. Die Triumphkreuzgruppe an der Schnittstelle zwischen Langschiff und Chor wird auf um 1450 datiert. Nach Westen hin vollplastisch ausgearbeitet, befindet sich auf der Rückseite des als Lebensbaum stilisierten Kreuzes zum Chor hin eine inschriftlich auf 1489 datierte Kreuzigungsdarstellung. Die Errichtung des Triumphkreuzes ist im Zusammenhang der Neuorientierung des Konvents in der Mitte des 15. Jahrhunderts zu sehen, zu der auch die Öffnung des Unterchores für private Grablegen gehörte. Den Treppenaufgang im Chor schmückt als späteste Malerei der Klosterzeit ein Fresko mit vier Szenen aus dem Leben des heiligen Franziskus mit seiner Stigmatisation im Zentrum, um 1510/1515.
Die Lettnerbrüstung erhielt 1597 eine von den Vorstehern der Kirche Johann Spangenberg und Carsten Petersen gestiftete Uhr, die bis heute erhalten ist, und wurde Anfang des 17. Jahrhunderts mit sechs Tafelbildern versehen, die Szenen aus der Passionsgeschichte darstellen: Christus in Gethsemane, Judaskuss, Christus vor dem Hohepriester, Geißelung Christi, Ecce Homo und Kreuztragung.
Im Mittelschiff hat die Kanzel von 1699 aus der 1899 abgebrochenen alten St.-Lorenz-Kirche Aufstellung gefunden. Die eigentliche Renaissance-Kanzel der Katharinenkirche kam zu diesem Zeitpunkt in die Petrikirche, wo sie 1942 verbrannte.

### Ausstattungsstücke im St.-Annen-Museum

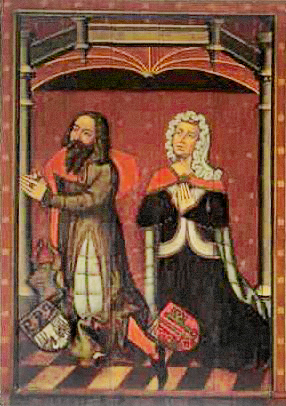
Segebodo Crispin und Frau

Mehrere Ausstattungsstücke der Kirche sind heute im St.-Annen-Kloster zu sehen. Dazu gehören der Lukas-Altar des Maleramtes von Hermen Rode, der sogenannte Schlutuper Sippenaltar aus dem Umkreis von Henning von der Heyde (um 1500), der zu einem unbekannten Zeitpunkt in die Schlutuper St. Andreaskirche und von dort aus ins Museum kam, ein Flügelretabel mit einer Kreuzigungsdarstellung (um 1515–1520), und ebenso der Passionsaltar (Schwartauer Altar) aus der Kapelle der vornehmen Zirkelgesellschaft. Das Flügelretabel der Zirkelgesellschaft gelangte Anfang des 17. Jahrhunderts in die Bad Schwartauer Georgskapelle. Seit 1926 befindet sich der nun sogenannte Schwartauer Altar im St.-Annen-Museum. Auch die ursprünglich in der Familienkapelle im nördlichen Seitenchor aufgehängten Familienbilder der Familie Crispin, die mit eucharistischen Motiven in typologischer Anordnung bemalten Türen des Heiltumsschranks im Oberchor (um 1480–1500) und das Votivbild des Hinrich Gerdes von Hans Kemmer, das 1916 ins Museum kam, sind dort ausgestellt. Magaziniert im Museum sind etliche Gemälde aus der Kirche, darunter Elias und der Engel (1,55 m × 1,75 m), gemalt und 1681 gestiftet von Magdalena Hedwig Röder, sowie Das Opfer des Manoah (2,15 m × 1,75 m). Dieses wurde früher ebenfalls als ein Werk von Magdalena Hedwig Röder angesehen. Nach Recherchen von Ulrike Wolff-Thomsen ist es jedoch aus stilistischen Gründen eher als ein Frühwerk von Godfrey Kneller anzusehen.

### Grabsteine und Epitaphien
Die Katharinenkirche gehörte seit ihrer Gründung zu den beliebtesten Grablegen der Lübecker Bürger. Über das Bestattungsrecht in der Kirche kam es 1277 zu dem erbitterten ersten großen Streit der Stadt mit Bischof Burkhard von Serkem, der beim Papst das Interdikt erwirkte und einen Prozess vor der römischen Kurie anstrengte. Der Prozess endete 1281 mit einem Vergleich, der den Bettelmönchen ihr Begräbnisrecht garantierte.
Zu den daraufhin in St. Katharinen Bestatteten zählten im 14. Jahrhundert auch drei Bischöfe: Johannes, erwählter Bischof von Reval († 1320), Helenbert Visbeke, Bischof von Schleswig († 1343) und Jakob, Bischof von Ösel († 1337). Nur der Grabstein des letzteren ist heute noch im Fußboden des oberen Chores erhalten.
Fast der gesamte Fußboden der restlichen Kirche besteht aus Grabsteinen vom Mittelalter bis ins ausgehende 18. Jahrhundert. Das Corpus der mittelalterlichen Grabdenkmäler verzeichnet 114 Grabsteine bis 1600; dazu kommen noch weitere fünf, die sich heute im St. Annen-Museum befinden. Die kostbarste Grabplatte der Kirche ist die flämisch beeinflusste Messinggrabplatte des Bürgermeisters Johann Lüneburg († 1461) im Unterchor. Auch der Bürgermeister Hinrich Castorp wurde hier beigesetzt, ebenso 1439 der dänische Reichshofmeister Erich Krummediek.
Ebenfalls im südlichen Seitenschiff hängen das Epitaph des Rechenmeisters Arnold Möller († 1655), das von ihm selbst kalligraphisch gestaltet wurde und seine Lebensdaten als magische Quadrate angibt, und das Epitaph des Werkmeisters Zacharias Kniller, gestaltet von seinen Söhnen Godfrey Kneller und Johann Zacharias Kneller. Eher unerwartet im gotischen Kontext ist der früh-klassizistische Marmorsarkophag für Claus von Reventlow († 1758) des dänischen Bildhauers Simon Carl Stanley in der Reventlow-Kapelle.
Im nördlichen Seitenschiff finden sich Grabstein und Epitaph für den Hamburger Organisten und Komponisten Johann Adam Reincken. Reinckens Tochter hatten einen weiteren Sohn Knillers, den Organisten Andreas Kneller geheiratet.

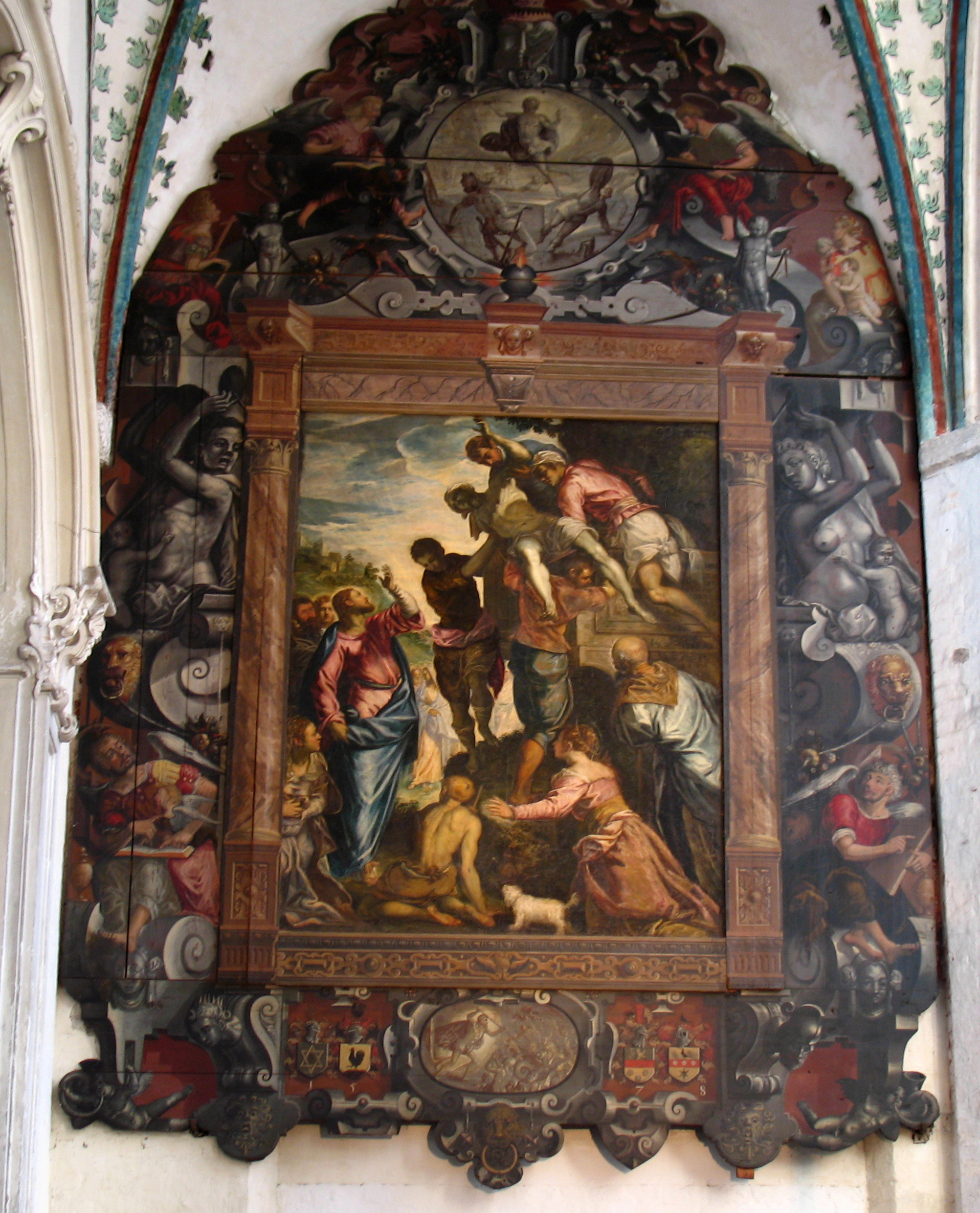
Tintoretto: Auferweckung des Lazarus
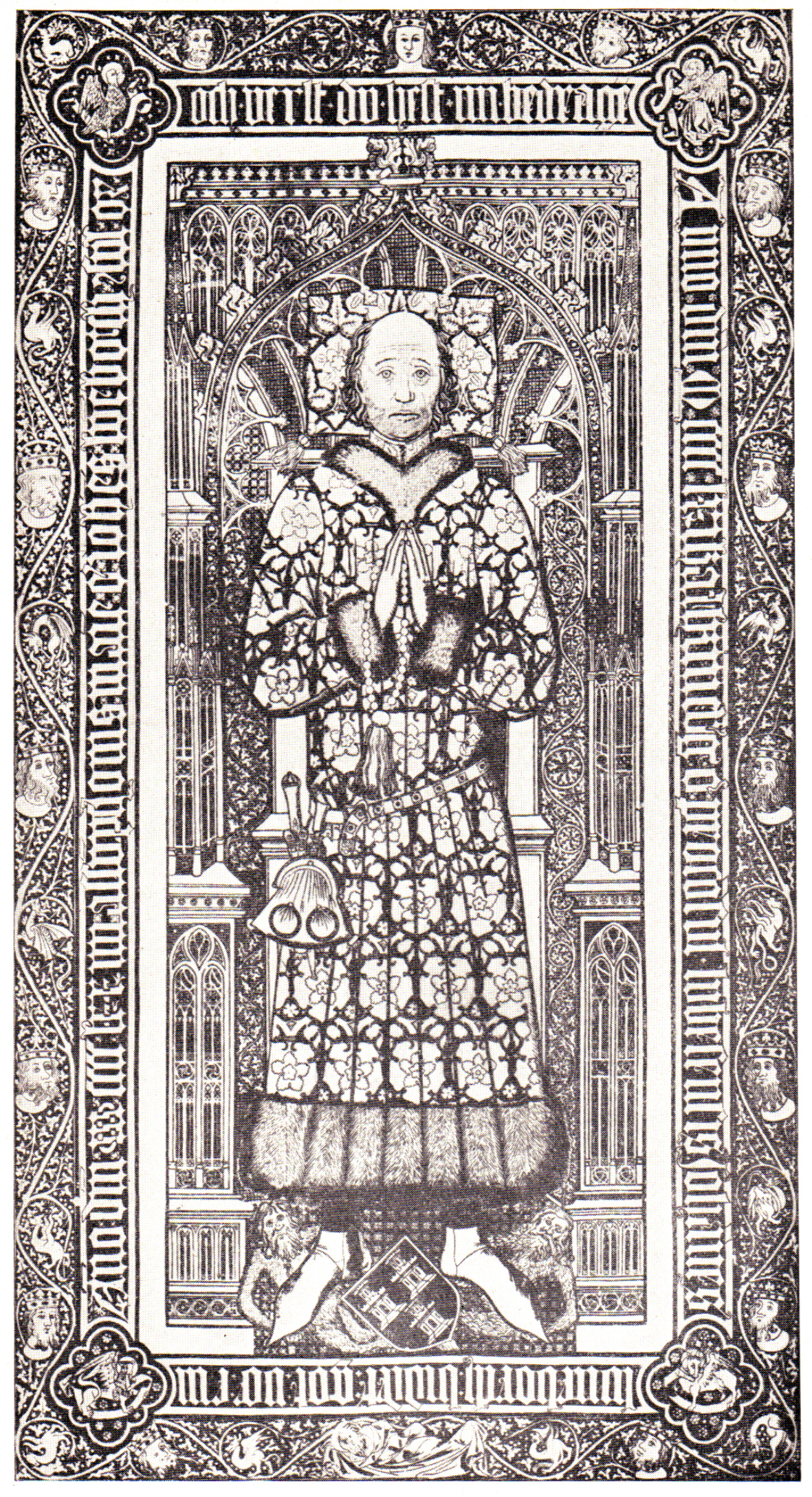
Messinggrabplatte des Bürgermeisters Johann Lüneburg († 1461)
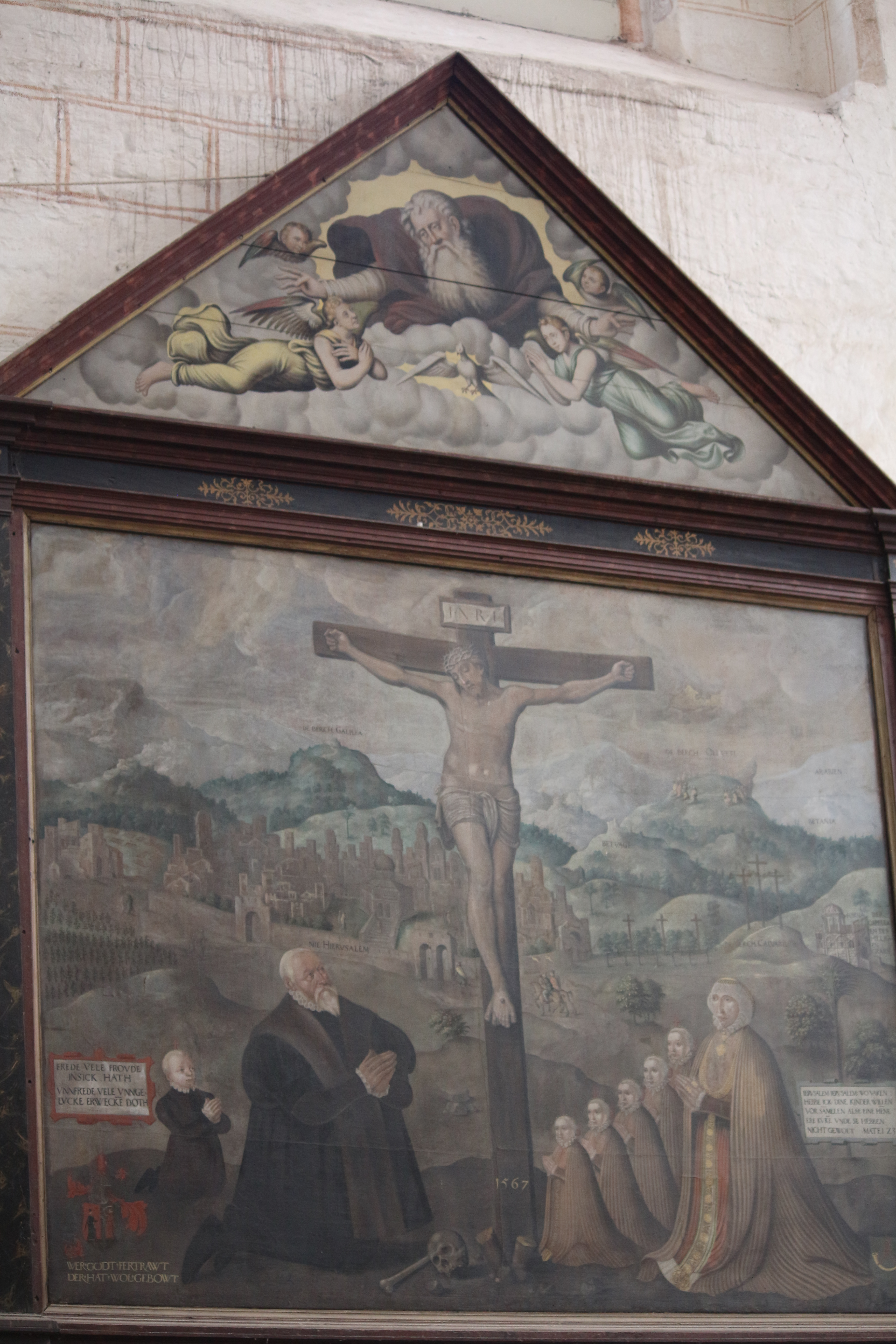
Denkgemälde des Hans Bartels, früher neben der Bartelskapelle, heute an der Westwand
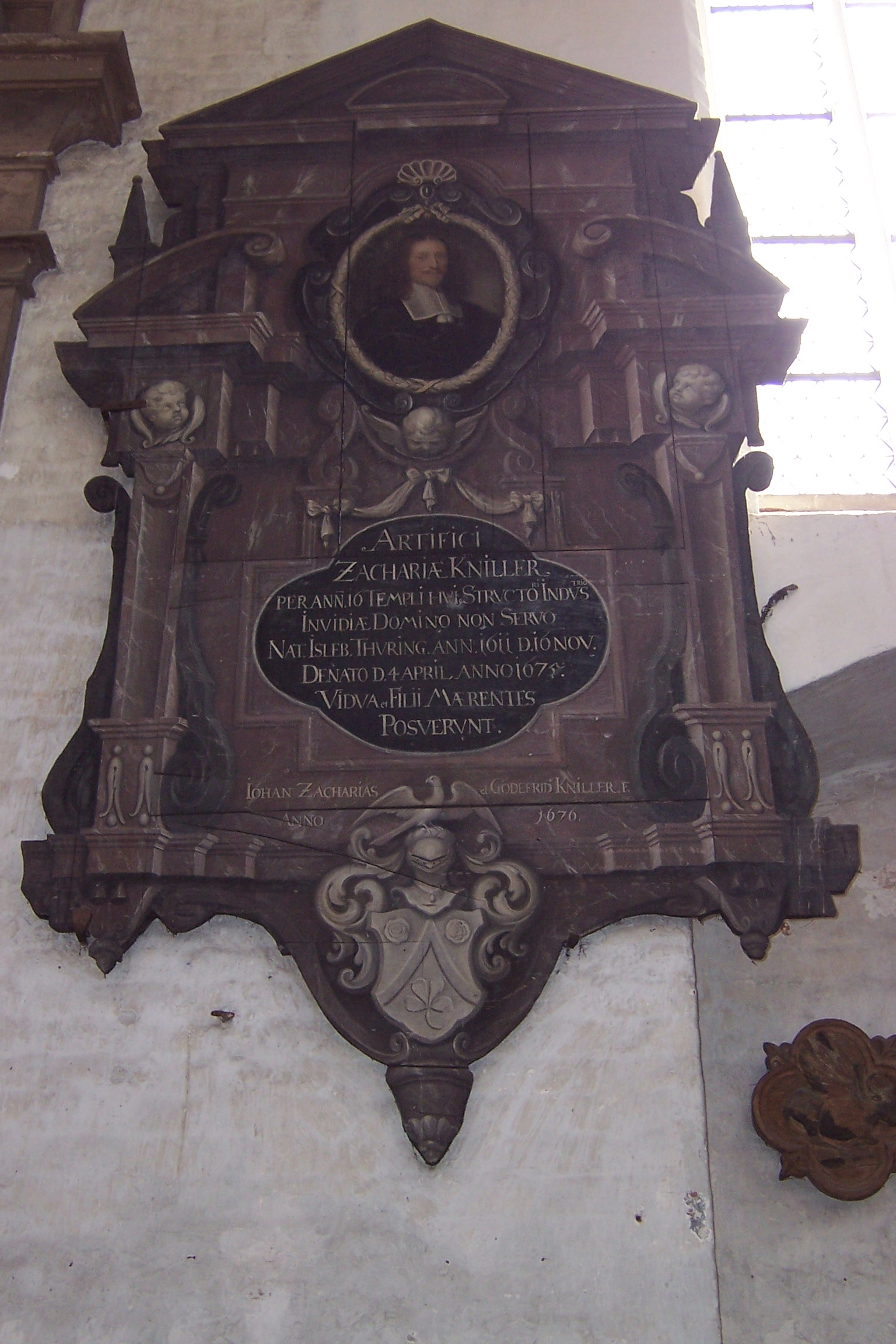
Epitaph für Zacharias Kniller, 1676
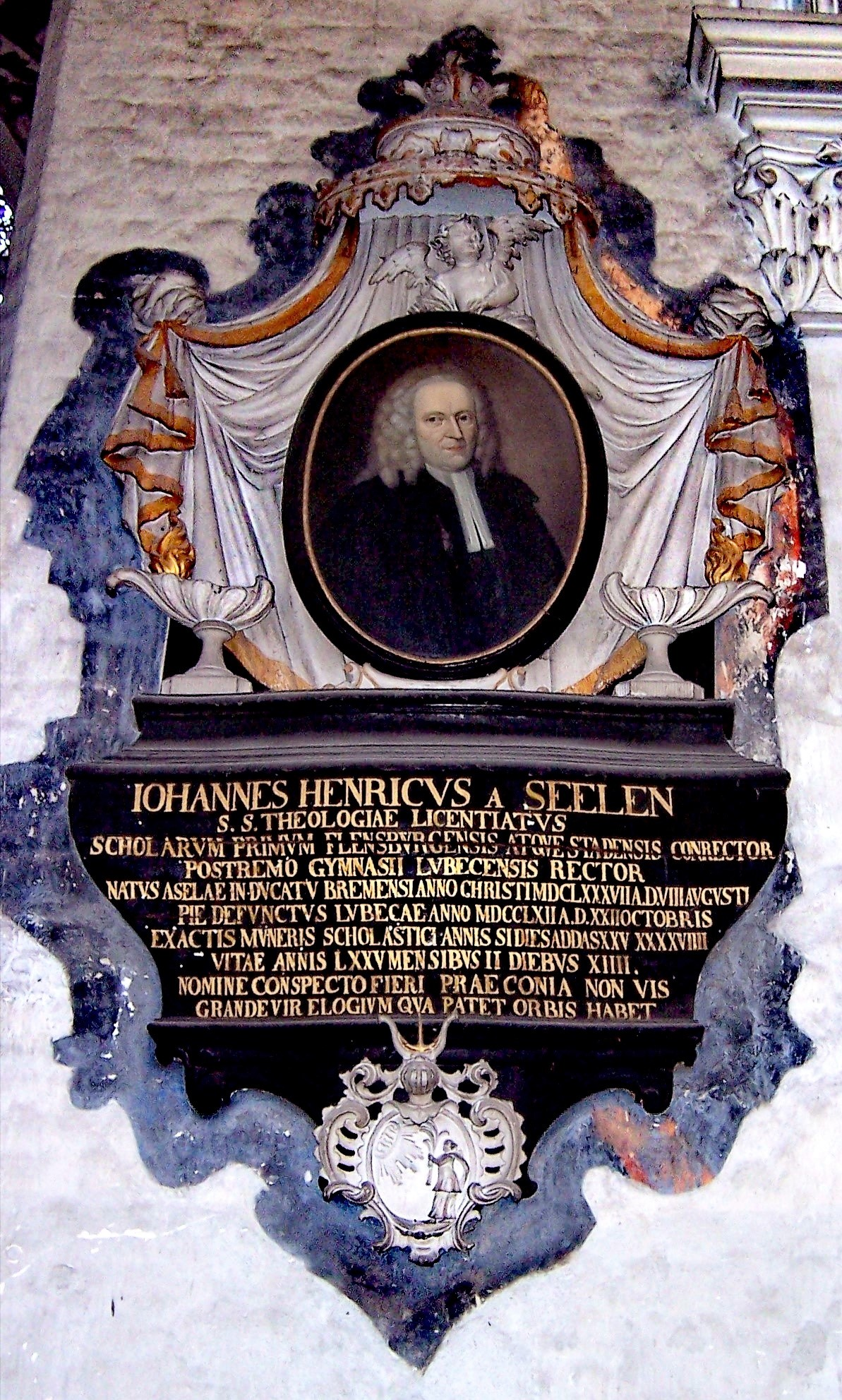
Epitaph des Johann Henrich von Seelen, Direktor des Katharineums

### TintorettosAufwerweckung des Lazarus

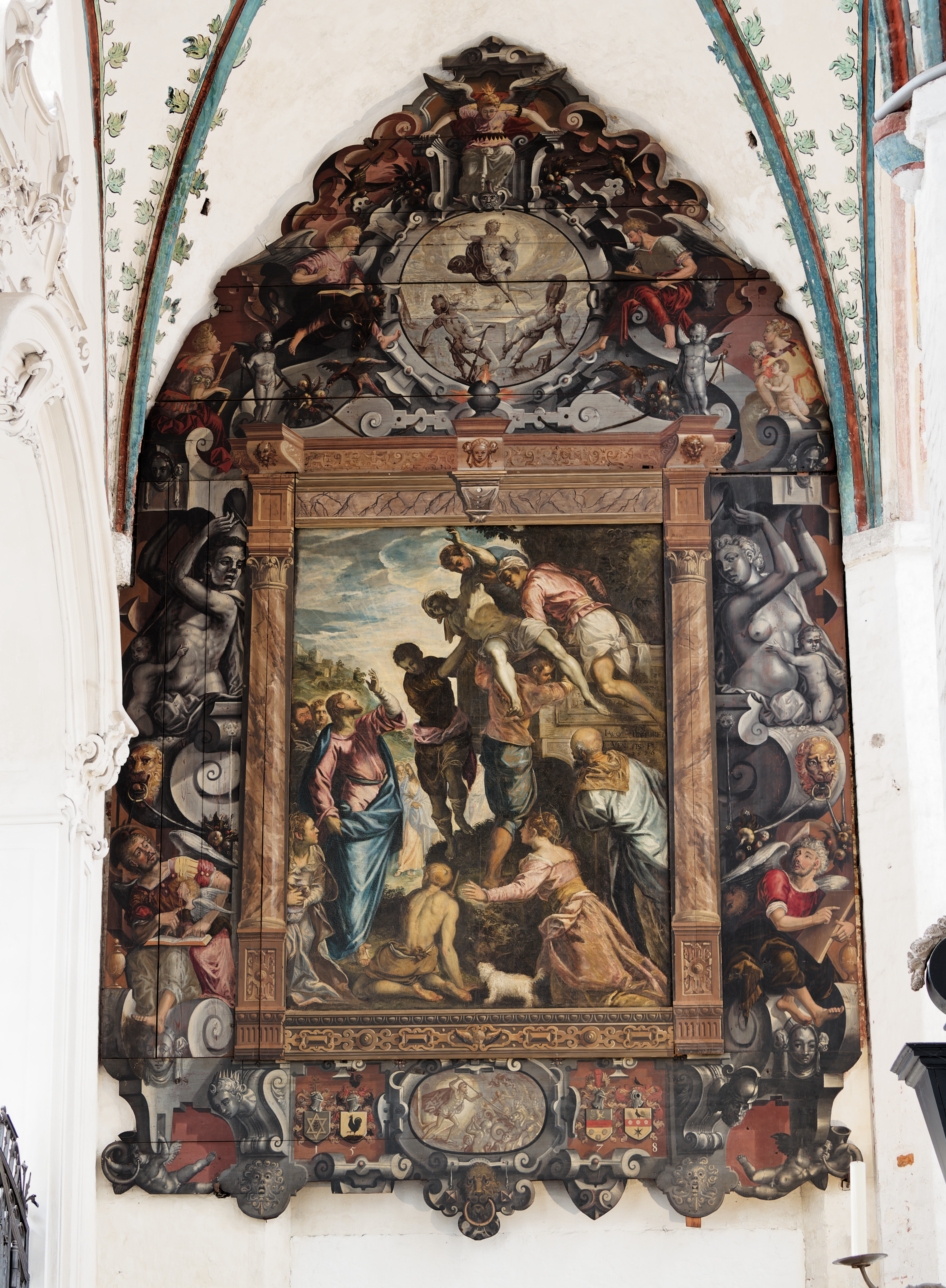
Bild von Tintoretto

Das bedeutendste Kunstwerk der Kirche hängt etwas abseits an der Westwand des südlichen Seitenschiffes. Das 1576 datierte einzige Werk Jacopo Tintorettos in Nordeuropa zeigt in einem üppigen, erst in Lübeck hinzugefügten manieristischen Rahmen die monumentale (140 cm × 104 cm, mit Rahmen 318 × 235 cm) Auferweckung des Lazarus nach dem Johannesevangelium (Joh 11,41–44 ). Auf dem Rahmen sind vier Wappen dargestellt, von denen sich drei untereinander verschwägerten Familien zuordnen lassen, die während des Niederländischen Aufstands als Emigranten aus Brabant nach Lübeck gekommen waren: de Hane, Gude und Budan. Klaus de Hane (um 1530 – um 1583) war verheiratet mit Heyle/Hille, geb. Budan († 1573), Thomas Gude, mit ihrer Schwester Sarah, geb. Budan. Das vierte Wappen kann nicht zugeordnet werden. An Klaus de Hane und seine Familie sowie an seinen Schwiegervater Peter Budan († 1561) erinnern eigene Epitaphe in der Kirche. Budan besaß ein großes Anwesen in der Glockengießerstraße, auf dem später der Füchtingshof entstand. Hane erbte dieses und besaß das Nachbargrundstück Glockengießerstraße 27. Die Verbindung zu Tintoretto kam vermutlich durch den venezianischen Zweig der Familie Hane (d’Anna) zustande. Paolo d’Anna war 1577 Vorsteher der Scuola Grande di San Rocco und damit Auftraggeber Tintorettos.

### Nischenfiguren „Gemeinschaft der Heiligen“ von Barlach und Marcks

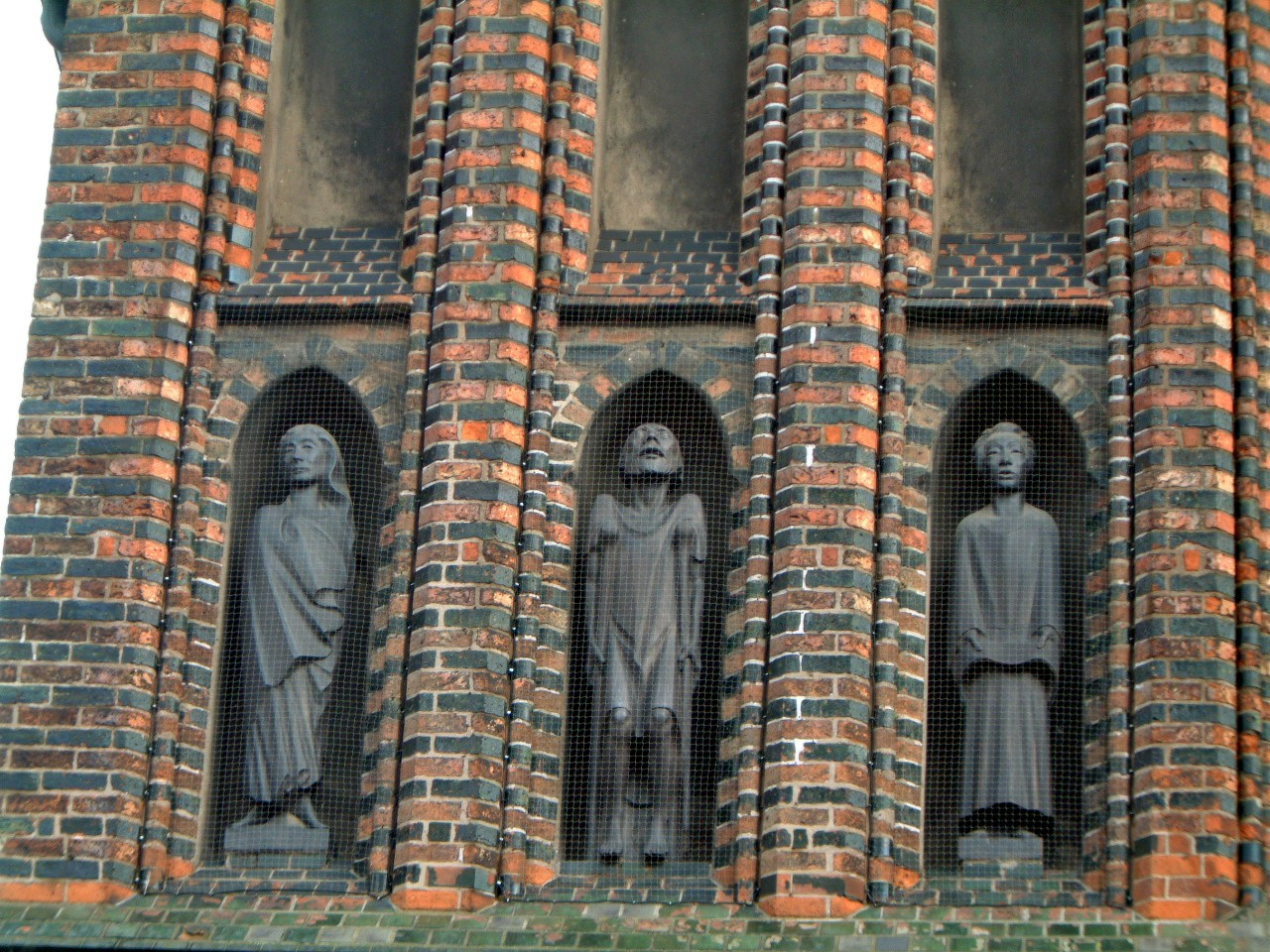
Ernst Barlach: Frau im Wind, Bettler, Singender Klosterschüler (Aufnahme 2003)

1929 begann Ernst Barlach auf Anregung des Lübecker Museumsdirektors Carl Georg Heise mit den Entwürfen für ein Skulpturenensemble für die Nischen in der Westfassade unter dem Titel Gemeinschaft der Heiligen. Heise trat dabei als Auftraggeber auf und organisierte die Finanzierung, die Stadt und ihr Denkmalrat gaben lediglich die Erlaubnis zur Aufstellung, wenn auch gegen starke Kritik des Vereins für Heimatschutz, der die gotische Fassade unberührt lassen wollte. Bis 1933 konnten von dem ursprünglich auf 16 Statuen ausgelegten Projekt lediglich drei Klinker-Statuen durch die Ilse Bergbau AG ausgeführt werden: Frau im Wind. Bettler und Singender Klosterschüler. Alle drei wurden erstmals im Oktober 1932 auf der Herbstausstellung der Preußischen Akademie der Künste in Berlin gezeigt. Ein Doppelexemplar des Bettlers wurde von Edward M. M. Warburg, einem Sohn von Felix M. Warburg, für das Busch-Reisinger Museum angekauft, und der Singende Klosterschüler wurde im Mai 1933 auf der Weltausstellung in Chicago gezeigt. Anschließend wurde die Gruppe der drei Skulpturen zunächst auf dem Hochchor der Katharinenkirche, nach Barlachs Meinung „einem schöneren [Ort] als an der Fassade“ ausgestellt. Heise, der 1933 entlassen wurde, gelang es im Februar 1936, die Figuren als Privatbesitz vor einer Auslieferung als Entartete Kunst nach Berlin zu verstecken und damit zu retten. Nach dem Ende des nationalsozialistischen Regimes und des Zweiten Weltkriegs konnten sie 1947 von dem Lübecker Museumsdirektor Hans Arnold Gräbke in ihren vorgesehenen Nischen der Fassade aufgestellt werden.

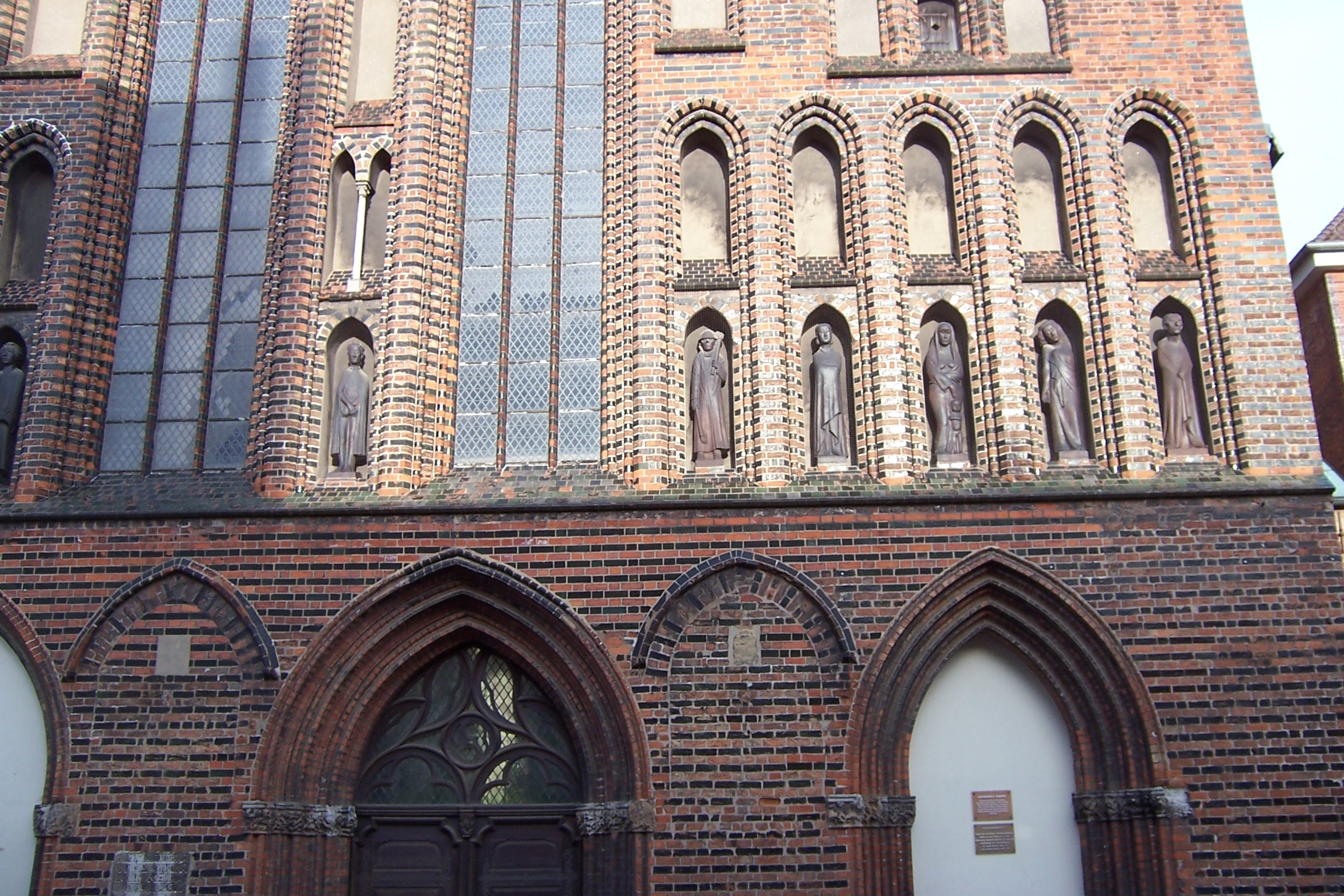
Gerhard Marcks: Schmerzensmann (mittig zwischen den hohen Fenstern), Brandstifter, Jungfrau, Mutter und Kind, Kassandra, Prophet (Aufnahme 2009)

Gerhard Marcks, der schon 1932 einen ersten eigenen Entwurf angefertigt hatte, vollendete den Fries in eigenen Formen mit den Figuren: Christus als Schmerzensmann, Brandstifter, Jungfrau, Mutter und Kind, Kassandra und Prophet. Diese Figuren wurden am 18. Februar 1949, dem 60. Geburtstag von Marcks, in ihren Nischen aufgestellt. Ein Zweitstück des Schmerzensmanns kaufte Heise für die Hamburger Kunsthalle, ein kompletter Zweitguss-Satz ist heute im Besitz der Gerhard-Marcks-Stiftung in Bremen.
Barlach und Marcks haben absichtlich die Proportionen der Figuren auf Untersicht angelegt, so dass die obere Körperhälfte verlängert ausfällt und die Köpfe leicht vergrößert dargestellt werden, mit anderen Worten, die Beinlänge wirkt etwas zu kurz. Der perspektivische Grund liegt darin, dass die Skulpturen weit oben in der Fassade ihren Platz finden: der Betrachter nimmt daher in der relativ schmalen Straße die Figuren nie in Augenhöhe in natürlicher Größe wahr, sondern immer von der gegenüberliegenden Straßenseite schräg von unten in die Höhe blickend. Figuren mit normalen Körperproportionen würden aus einer solchen Perspektive nach oben hin verkürzt wirken. Vor die Skulpturen sind Drahtgeflechte gegen Verschmutzung durch Tauben gespannt.

### Glockensammlung
- Eine Domglocke von 1315 wurde 1912 an das Museum für Kunst und Kulturgeschichte überwiesen und befindet sich im nördlichen Querschiff.[21]
- Glocke aus der Zeit von 1330 bis 40 aus der abgerissenen Kirche St. Clemens. Sie kam über St. Jakobi als Mutterkirche der Clemenskirche in die Sammlung der Lübecker Museen.[22]
- Glocke der Katharinenkirche von 1399 gegossen von Johannes Reborch.[23] Zusammen mit der 1510 durch Hinrich van Campen gegossenen einst zum Geläut der 1819 abgerissenen Maria-Magdalenen-Kirche des Burgklosters gehörenden Glocke wurde sie in den hölzernen am 14. Oktober 1923 eingeweihten Glockenturm der Luthergemeinde verliehen. Sie wurde jedoch nicht geläutet, sondern nur angeschlagen. Mit Fertigstellung der Lutherkirche wurde das Geläut um mehrere Glocken ergänzt und in die Kirche überführt. Alle, bis auf die 1510er Glocke, wurden 1941 abgenommen um eingeschmolzen zu werden.[24]
- Eine vom Lübecker Ratsgießer Dietrich Strahlborn 1745 gegossene Glocke aus dem Heiligen-Geist-Hospital mit den Namen von dessen damaligen Stiftungsvorstehern Heinrich Balemann, Heinrich Rust, Hermann Woldt, Matthaeus Rodde, Bernhard Bruns und Peter Heinrich Tesdorpf.[25]
- Auch eine von dem Ratsgießer Albert Benningk 1672 für die St. Menas (Mina)-Kirche in Staraja Russa gegossene Glocke befand sich im 20. Jahrhundert zeitweilig in der kleinen Sammlung. Sie wurde im Zweiten Weltkrieg ob des inschriftlichen Hinweises auf Lübeck als den Ort ihrer Entstehung 1942 von Soldaten der aus Lübeck stammenden 30. Infanterie-Division der deutschen Wehrmacht beschlagnahmt und nach Lübeck gesandt.[26] Die Hansestadt gab die Beutekunst 2001 nach Staraja Russa zurück.[27] Die Glocke war im Krieg in eine Ecke der Katharinenkirche gestellt worden und dann bis zur Anfrage nach ihrem Verbleib in Vergessenheit geraten.

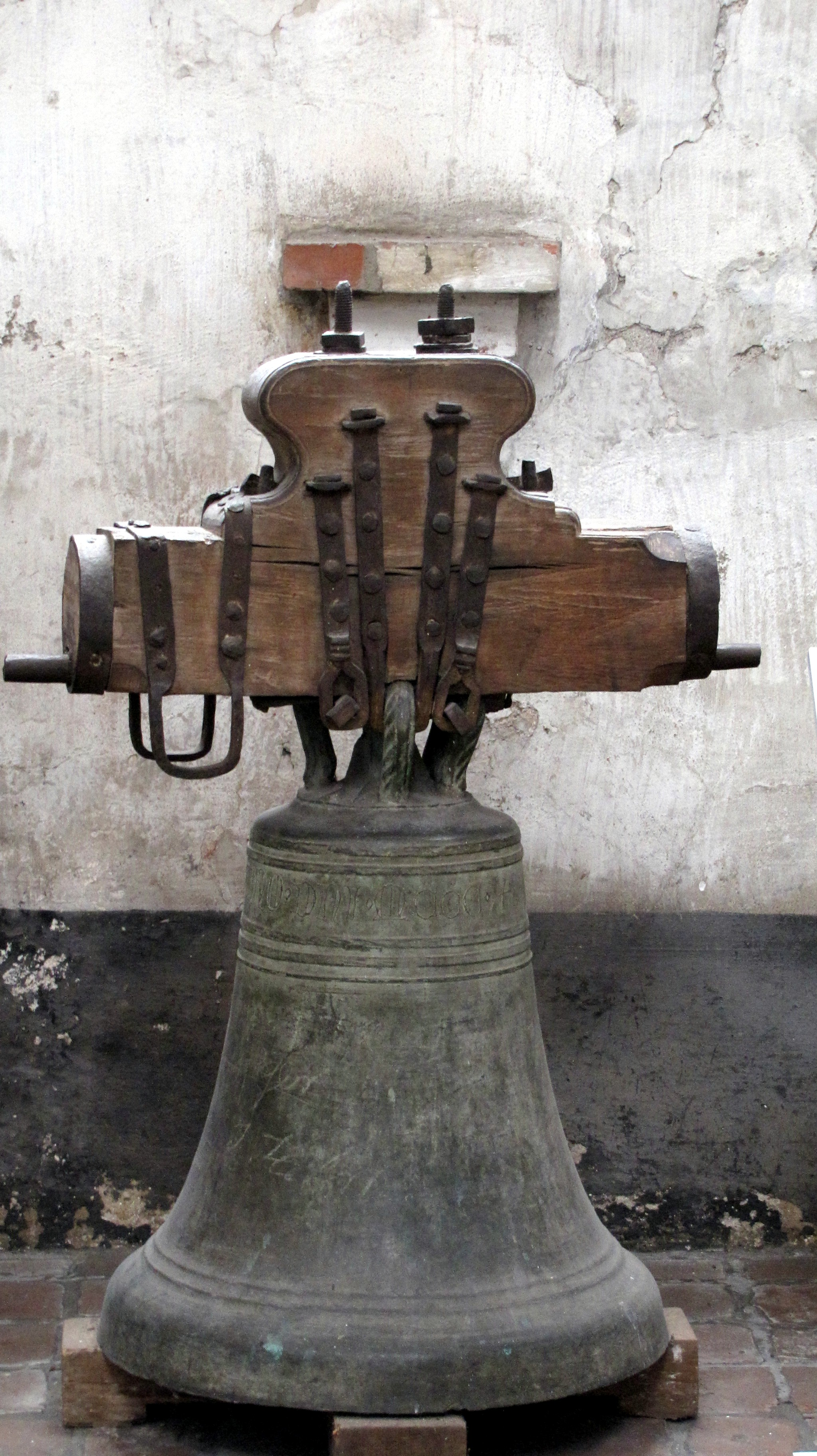
Glocke aus dem Dom
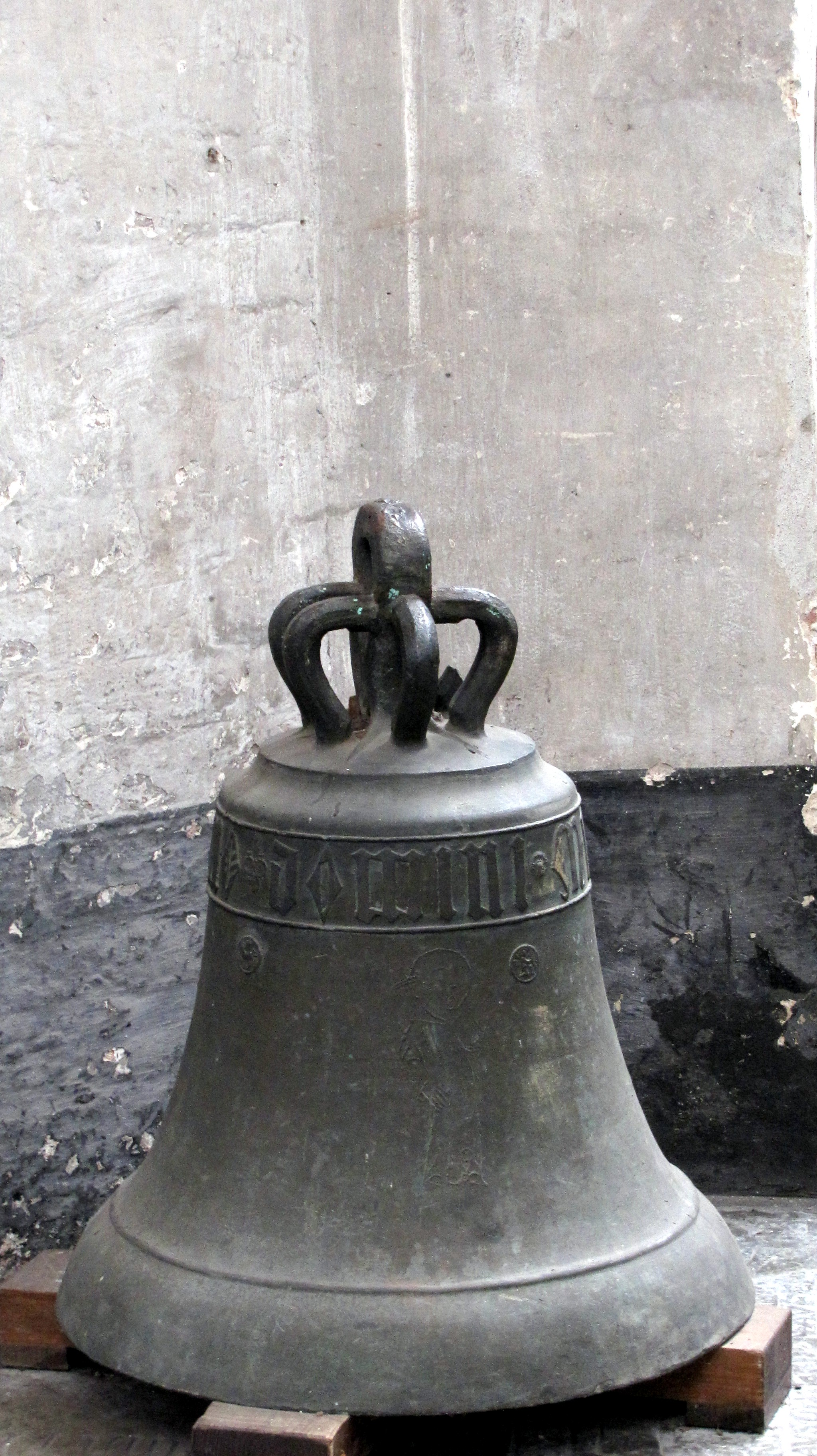
Glocke der Katharinenkirche
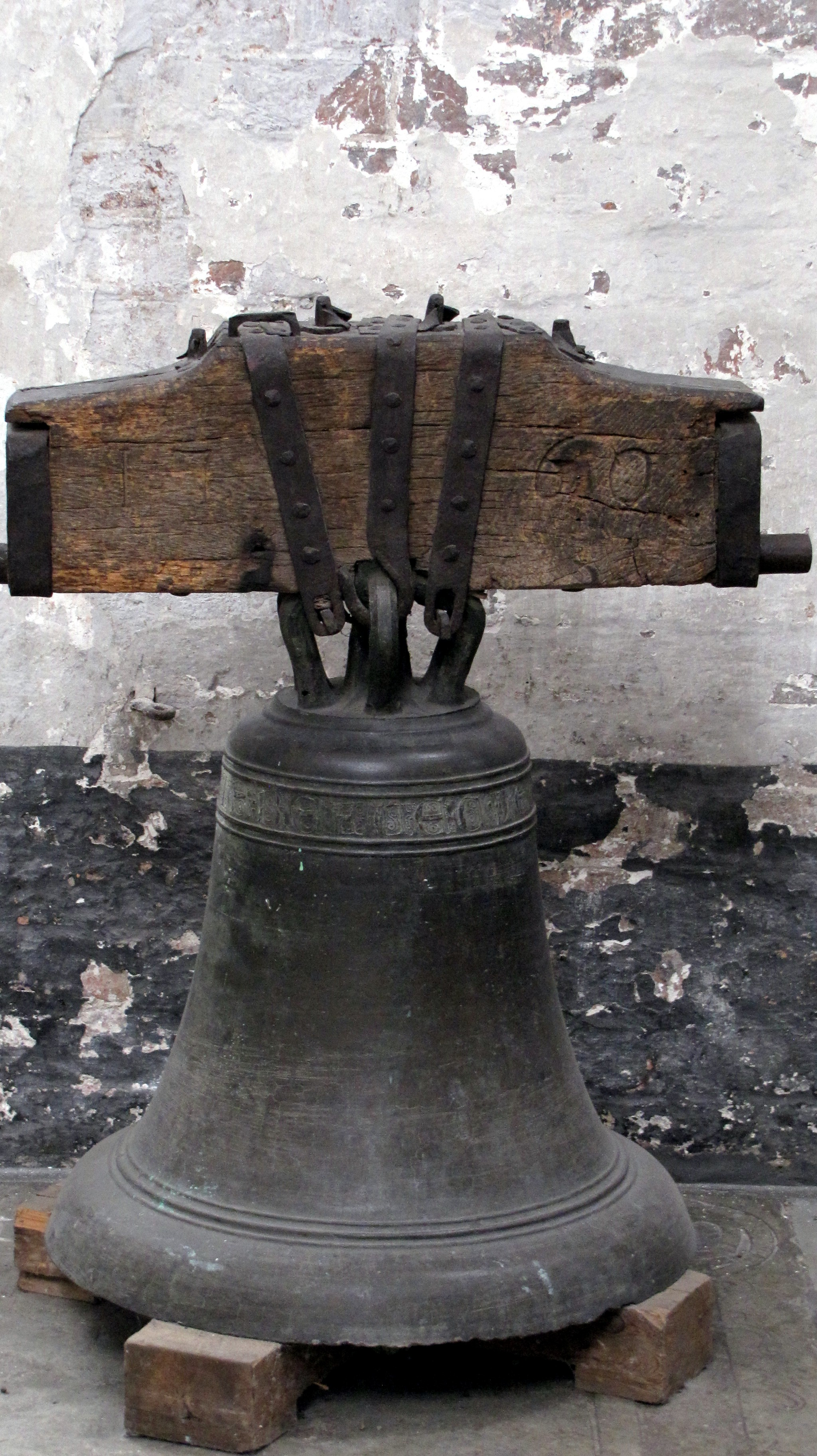
Glocke der Clemenskirche
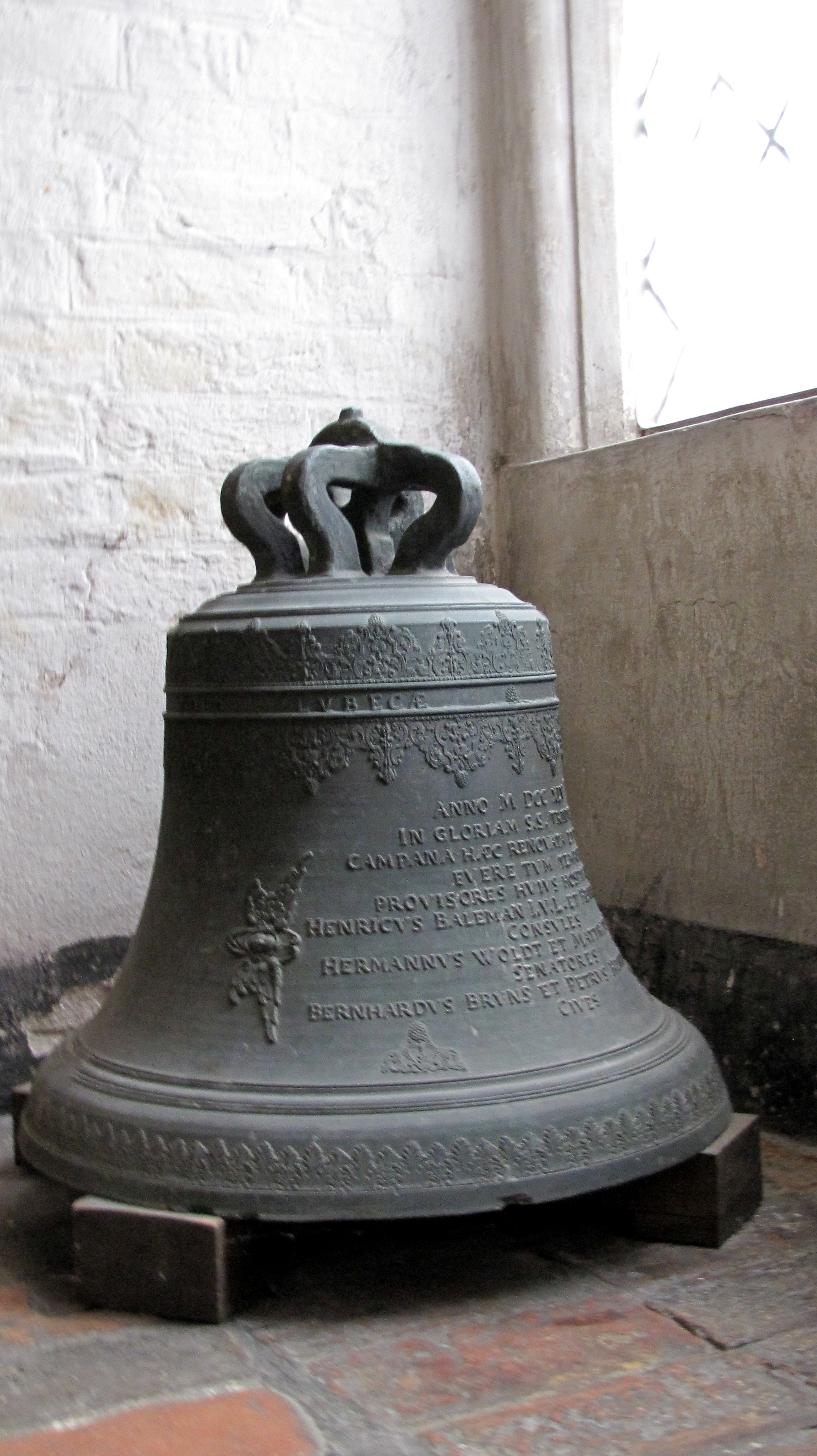
Glocke aus dem Heiligen-Geist-Hospital

### Orgel

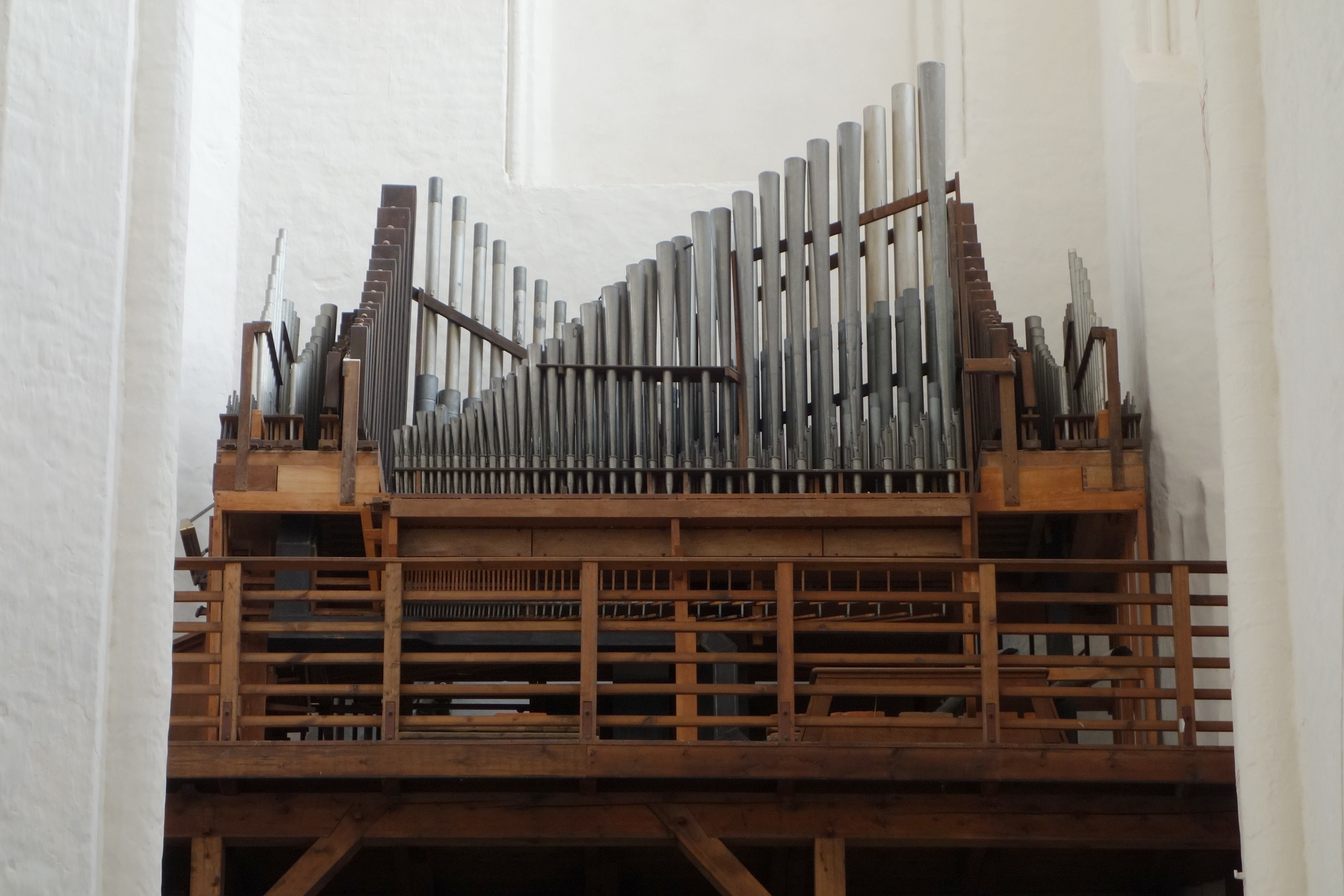
Orgel

Von den historischen Orgeln ist nichts erhalten. 1937 wurde auf dem Hochchor ein von Karl Kemper in Ostpreußen erworbenes Orgelpositiv von 1723 aufgestellt, das heute in der Briefkapelle von St. Marien steht.
Als die Katharinenkirche nach dem Zweiten Weltkrieg als zeitweiliger Ersatz für St. Marien eine intensivere Nutzung für Gottesdienste und kirchenmusikalische Veranstaltungen erfuhr, erhielt sie eine Orgel von Kemper & Sohn in der Südostecke des Querschiffes, die am Palmsonntag 1948 eingeweiht wurde und bis heute, wenn auch in schlechtem Zustand, erhalten ist.
| Hauptwerk |             |    |
| 1.        | Prinzipal   | 8′ |
| 2.        | Spielpfeife | 8′ |
| 3.        | Oktave      | 4′ |
| 4.        | Oktave      | 2′ |
| 5.        | Mixtur VI   |    |
| 6.        | Trompete    | 8′ |

| Oberwerk |                 |       |
| 7.       | Gedackt         | 8′    |
| 8.       | Salizet         | 8′    |
| 9.       | Rohrflöte       | 4′    |
| 10.      | Waldflöte       | 2′    |
| 11.      | Quinte          | 1 ⁄3′ |
| 12.      | Sesquialtera II |       |
| 13.      | Scharff IV      |       |
| 14.      | Krummhorn       | 8′    |
|          | Tremulant       |       |

| Pedal |                  |     |
| 16.   | Subbass          | 16′ |
| 17.   | Gedacktbass      | 8′  |
| 18.   | Choralbass       | 4′  |
| 19.   | Weitpfeife       | 1′  |
| 20.   | Rauschpfeife III |     |
| 21.   | Dulcian          | 16′ |

- Normalkoppeln: II/I, I/P, II/P

## Literatur

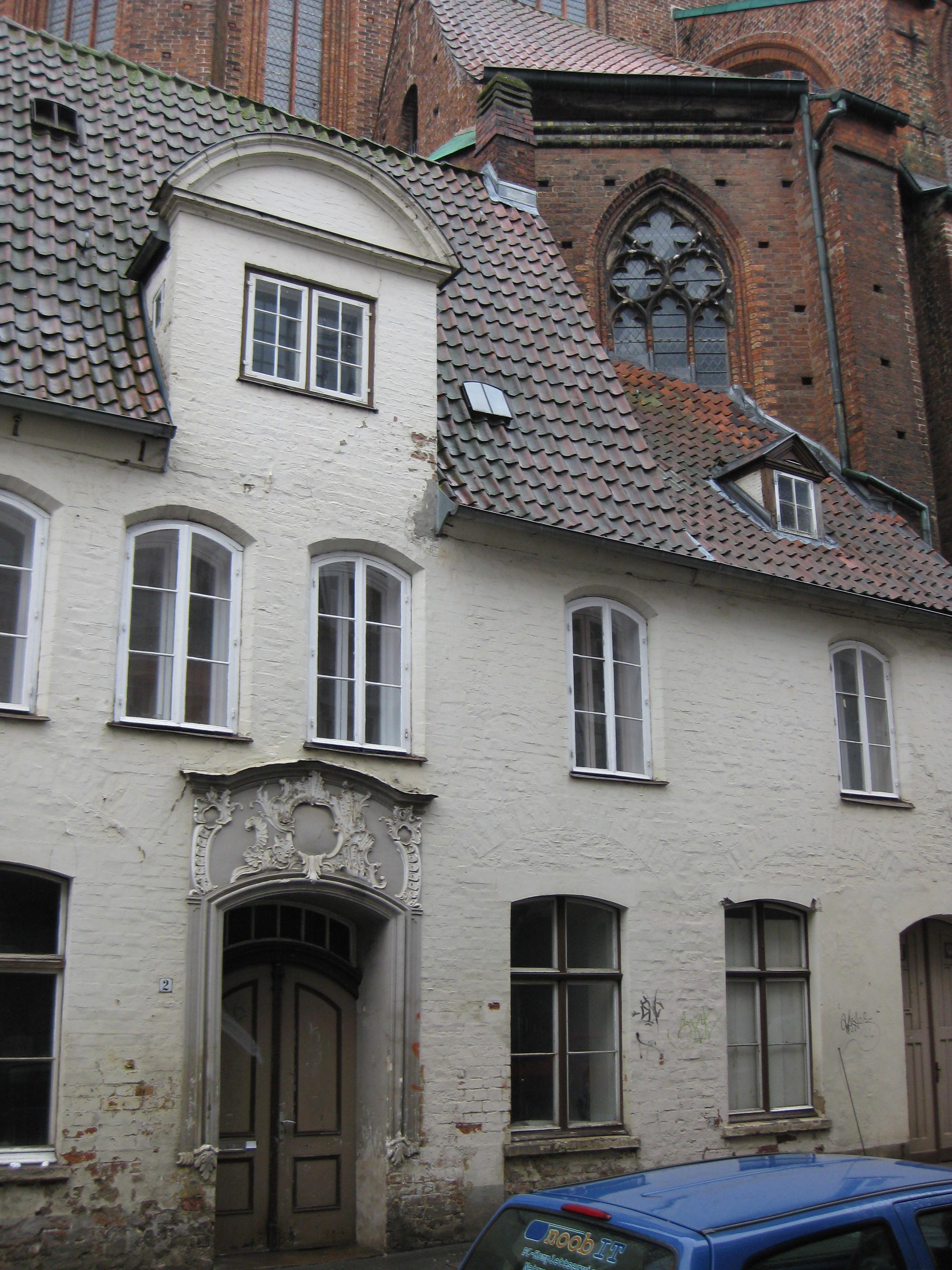
Werkmeisterhaus der Kirche an der Nordseite des Chors in der Glockengießerstraße